# Rodgau
Rodgau [ˈʁɔtɡaʊ] ist die einwohnerstärkste Stadt im Landkreis Offenbach in Hessen und liegt südöstlich von Offenbach am Main im Rhein-Main-Gebiet. Sie entstand 1979 aus der Großgemeinde Rodgau, die 1977 im Rahmen der Gebietsreform in Hessen durch den Zusammenschluss von fünf bis dahin selbständigen Gemeinden gebildet wurde. Die Geschichte der heutigen Stadtteile reicht bis ins 8. Jahrhundert zurück. Sitz der Stadtverwaltung ist der zentral gelegene Stadtteil Jügesheim.

## Geographie

### Geographische Lage

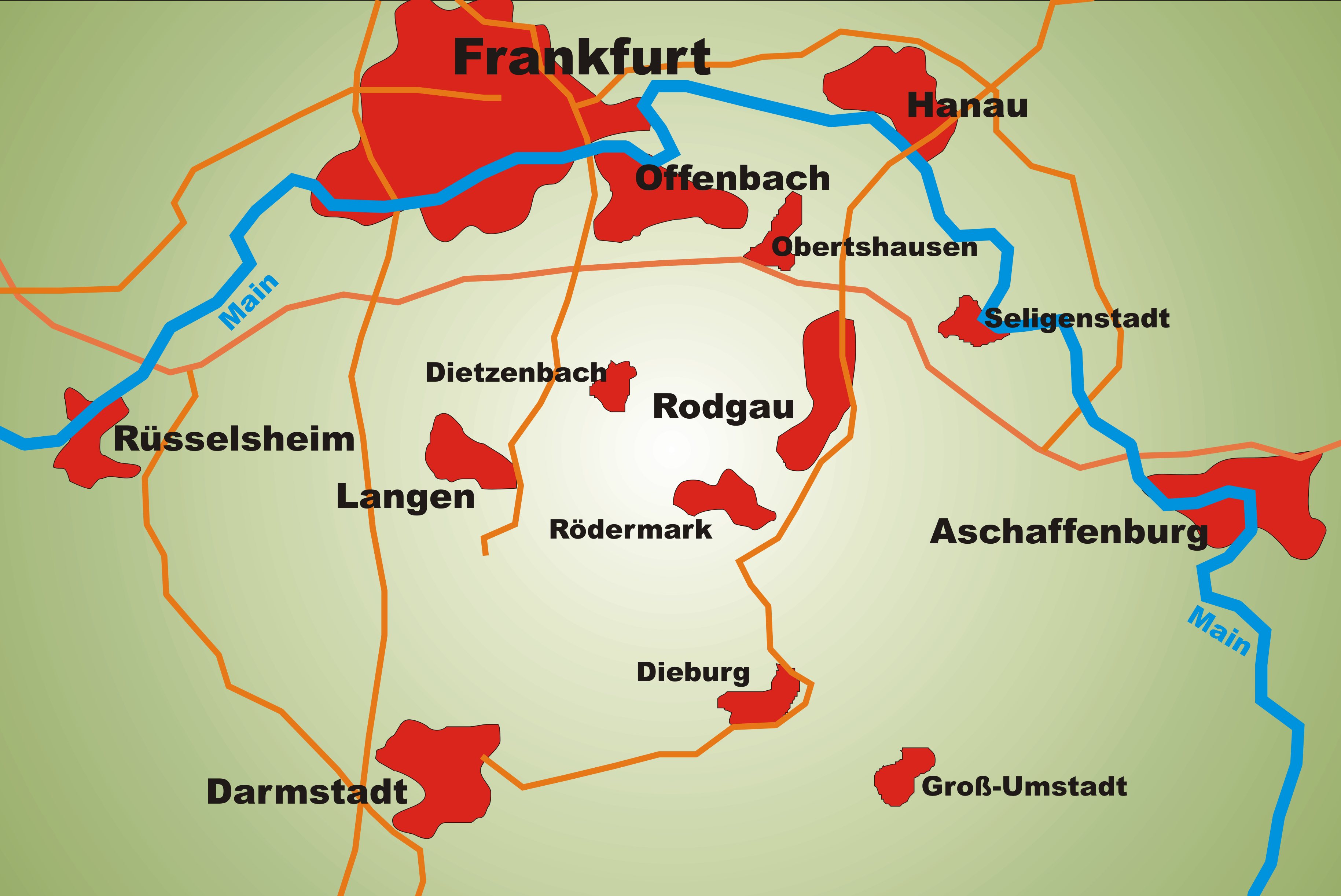
Lage der Stadt Rodgau im Rhein-Main-Gebiet

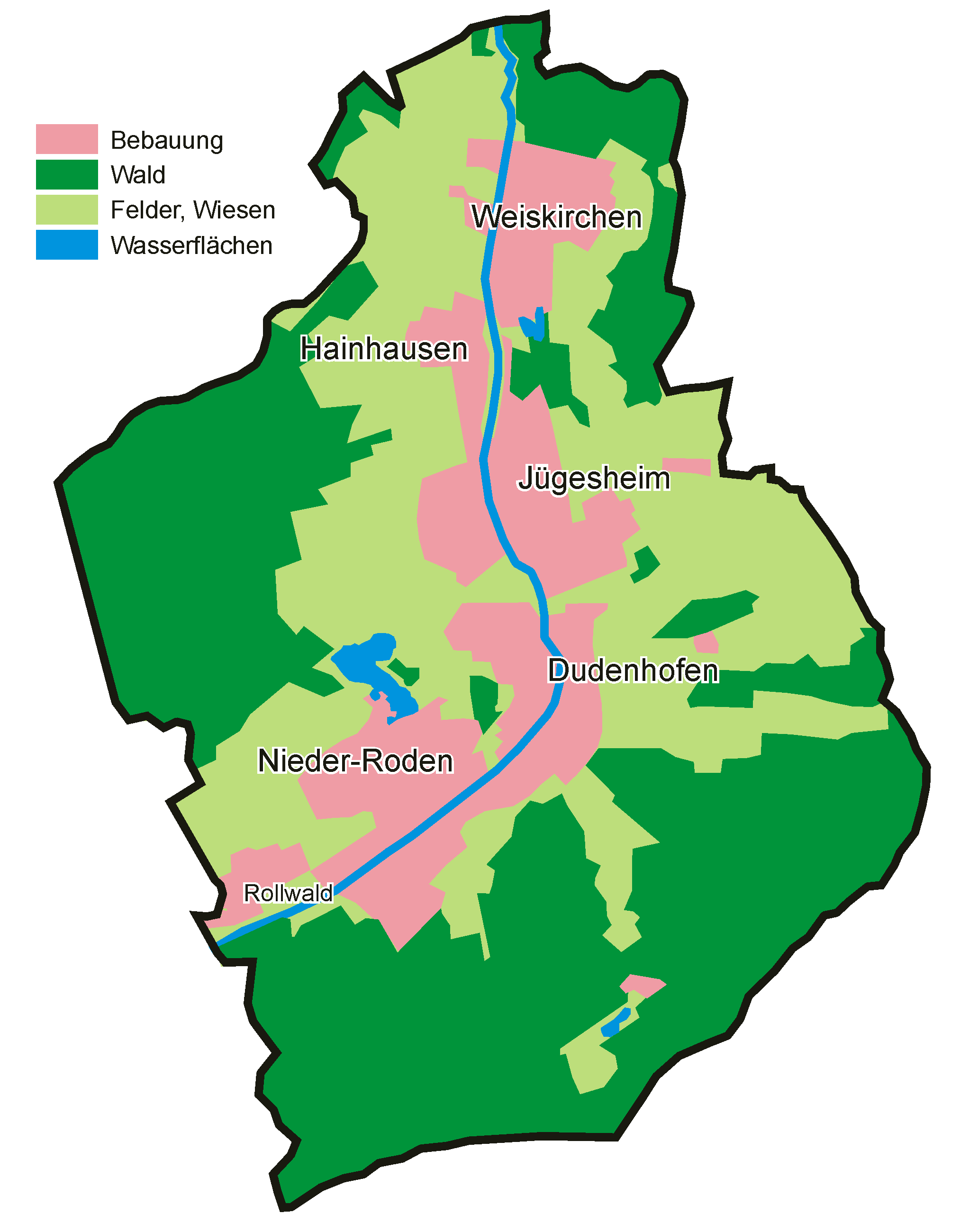
Gemarkungsgrenze und Bebauung der Stadt Rodgau und Umgebung

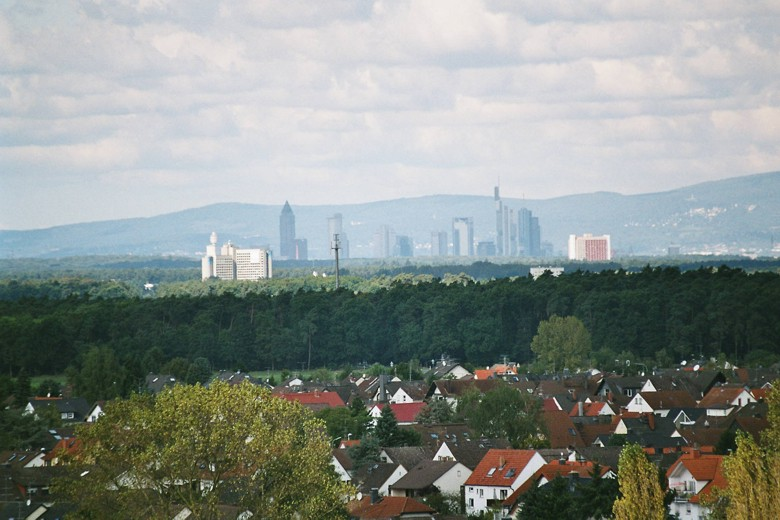
Blick vom Wasserturm über die Rhein-Main-Ebene nach Frankfurt

Rodgau ist Teil des Ballungsraumes Rhein-Main-Gebiet, eines der wirtschaftlich stärksten Gebiete Deutschlands. Der 50. Breitengrad verläuft genau durch den Puiseaux-Platz in Nieder-Roden. Die Stadt liegt in der Untermainebene, dem nördlichen Ausläufer der Oberrheinischen Tiefebene. Das flache direkte Einzugsgebiet Rodgaus wird ergänzt durch die nahe gelegenen Mittelgebirge Spessart, Taunus, Vogelsberg und Odenwald sowie die Bergstraße, die alle als Naherholungsgebiete der Bevölkerung dienen. Die Grenze zum Nachbarland Bayern verläuft nur wenige Kilometer entfernt am Main.
Etwa ein Drittel der städtischen Flächen besteht aus Wald, ein weiteres Drittel aus landwirtschaftlichen Nutzflächen und Wasserflächen, das verbleibende Drittel aus Wohn-, Gewerbe- und Verkehrsbebauung. Der Bach Rodau durchfließt das gesamte Stadtgebiet auf 15 Kilometern Länge.
Klimatisch gehört das Gebiet zu den mildesten und regenärmeren Gegenden Deutschlands (gemittelte Jahreswerte 1982 bis 2004: 10,5 Grad Celsius, 639,1 Millimeter).

### Nachbargemeinden
Rodgau grenzt im Norden an die Städte Heusenstamm und Obertshausen, im Osten an die Gemeinde Hainburg und die Stadt Seligenstadt, im Süd-Osten an die Stadt Babenhausen und die Gemeinde Eppertshausen (beide Landkreis Darmstadt-Dieburg), im Süd-Westen an die Stadt Rödermark sowie im Westen an die Stadt Dietzenbach.

### Stadtgliederung

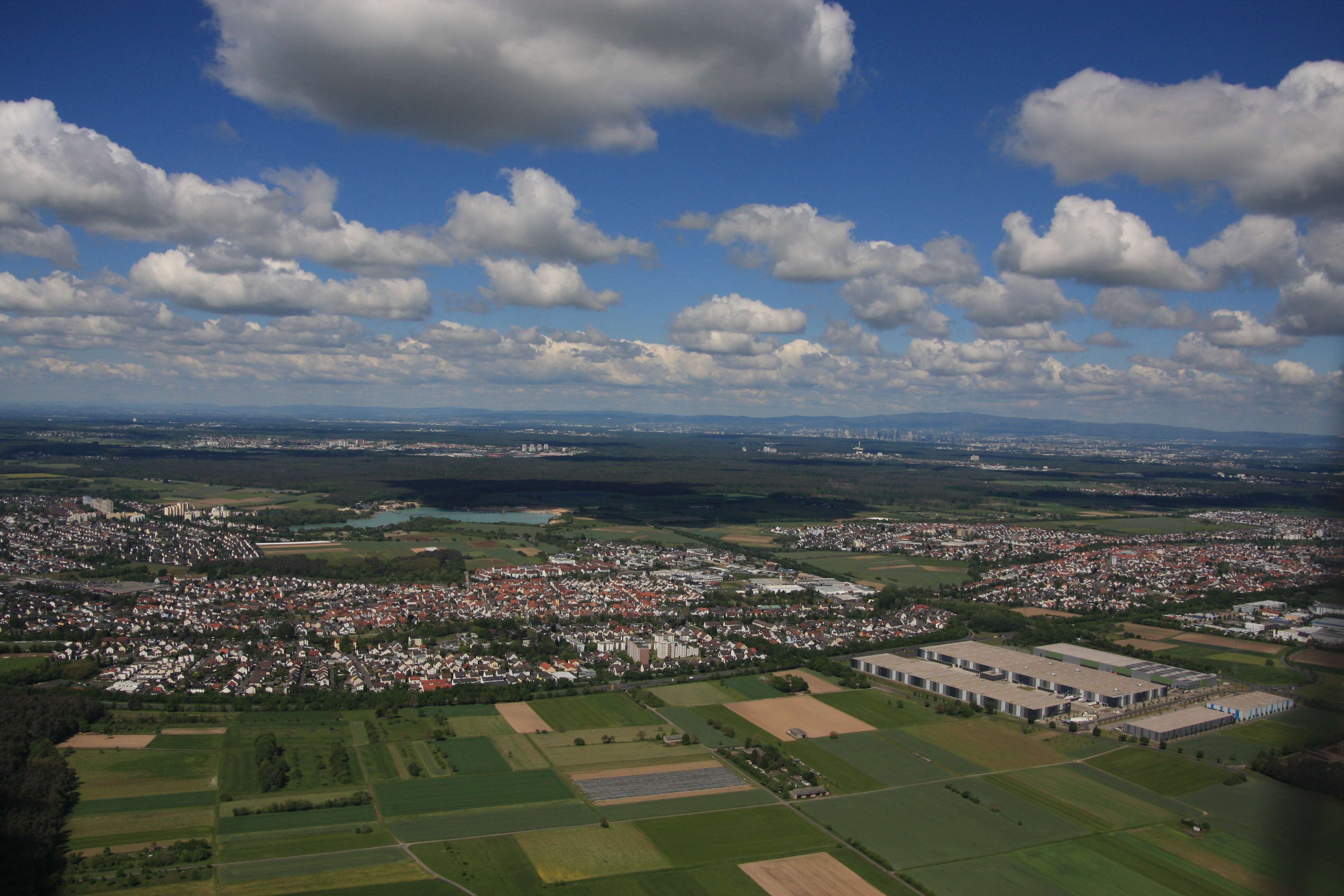
Rodgauer Ortsteile Nieder-Roden (li.), Dudenhofen, Jügesheim (re.) und Hainhausen ganz am rechten Bildrand. Blick aus östlicher Richtung, 2021

Rodgau besteht aus den Stadtteilen Weiskirchen, Hainhausen, Jügesheim, Dudenhofen und Nieder-Roden mit dem zugehörigen Ortsteil Rollwald.

### Einwohnerentwicklung
Die einzelnen Stadtteile beziehungsweise bis 1977 Gemeinden hatten seit dem Jahr 1910 folgende Entwicklung der Einwohnerzahl (Haupt- und Nebenwohnsitz):
| Name         | 1910  | 1939   | 1970   | 1980   | 1990   | 2000   | 2010   | 2018   | 2020   | 2021   | 2022   | 2024   |
| ------------ | ----- | ------ | ------ | ------ | ------ | ------ | ------ | ------ | ------ | ------ | ------ | ------ |
| Dudenhofen   | 1.761 | 2.120  | 4.628  |        |        |        |        | 8.204  | 8.000  | 7.853  | 8.226  | 7.967  |
| Hainhausen   | 671   | 835    | 2.051  |        |        |        |        | 4.137  | 4.387  | 4.470  | 4.623  | 4.539  |
| Jügesheim    | 2.293 | 3.174  | 7.673  |        |        |        |        | 12.420 | 11.945 | 11.836 | 12.308 | 12.112 |
| Nieder-Roden | 1.714 | 3.616  | 11.033 |        |        |        |        | 15.993 | 15.351 | 15.422 | 16.036 | 15.475 |
| Weiskirchen  | 1.291 | 1.740  | 4.840  |        |        |        |        | 6.654  | 6.623  | 6.578  | 6.828  | 6.873  |
| Rodgau       | 7.730 | 11.485 | 30.225 | 35.736 | 40.088 | 43.123 | 43.283 | 47.408 | 46.306 | 46.159 | 48.021 | 46.966 |

## Geschichte

### Stadtgründung
Am 1. Januar 1977 entstand im Rahmen der hessischen Gebietsreform aus den nachfolgend aufgelisteten Gemeinden die Großgemeinde Rodgau, die am 15. September 1979 die Stadtrechte verliehen bekam. Die alte Gewannbezeichnung Rodgau, wie Bachgau und Kinziggau zum Maingau gehörend, gab der Stadt ihren Namen. Die ursprünglichen Gemeinden haben aber bereits eine viele hundert Jahre zurückreichende Geschichte. Die Gründungsgemeinden waren:
- Dudenhofen ist der Stadtteil von Rodgau, der als lutherisches Dorf in einer sonst römisch-katholischen Umgebung in der frühen Neuzeit eine von seiner Umgebung abweichende Entwicklung aufwies.

- Hainhausen ist der zweitälteste Stadtteil, urkundlich durch die Wasserburg Hainhausen wahrscheinlich bereits 1108 erwähnt, sicher jedoch 1122. Heute ist er der kleinste Stadtteil von Rodgau (rund 3800 Einwohner).

- Jügesheim ist der zweitgrößte Ortsteil der Stadt Rodgau.

- Nieder-Roden wird erstmals 791 urkundlich als Rotaha inferior im Lorscher Codex erwähnt,[9] war der Mittelpunkt einer Zent mit eigenem Zentgericht und hatte deshalb sogar eine Befestigung. Die Gemeinde Nieder-Roden gehörte vor dem Gemeindezusammenschluss 1977 als einzige nicht zum Landkreis Offenbach, sondern zum Landkreis Dieburg.

- Weiskirchen ist ein weiterer Ortsteil von Rodgau.

Am 31. Dezember 2012 zählte Rodgau 44.994 Einwohner (2.157 gemeldete Nebenwohnsitze eingeschlossen), davon 22.146 männlichen und 22.848 weiblichen Geschlechts. 4.553 Einwohner sind Ausländer (10,9 %) aus 51 Nationen. 65,5 % der Bevölkerung wohnt länger als zehn Jahre in Rodgau.

## Politik
Die politischen Gremien tagen in den Sitzungssälen des 1988 fertiggestellten Rathauses im Stadtteil Jügesheim.

### Stadtverordnetenversammlung
Die Stadtverordnetenversammlung ist das oberste Organ der Stadt. Ihre politische Zusammensetzung wird alle fünf Jahre in der Kommunalwahl durch die Wahlbevölkerung der Stadt bestimmt. Wählen darf, wer das 18. Lebensjahr vollendet hat und deutscher Staatsbürger im Sinne des Grundgesetzes oder Staatsangehöriger eines der übrigen Mitgliedstaaten der Europäischen Union ist. Für alle gilt, dass sie seit mindestens drei Monaten in der Stadt gemeldet sein müssen.
Die Kommunalwahl am 14. März 2021 lieferte folgendes Ergebnis, in Vergleich gesetzt zu früheren Kommunalwahlen:
| Stadtverordnetenversammlung – Kommunalwahlen 2021 | Stadtverordnetenversammlung – Kommunalwahlen 2021                                                                             | |
| --- | --- | --- |
| Stimmenanteil in %Wahlbeteiligung 50,6 % 403020100 30,6 (+1,3)18,3 (+7,4)17,2 (−9,9)9,6 (+3,9)6,9 (−3,1)6,1 (−4,3)4,0 (+0,7)3,8 (n. k.)3,6 (+0,3) CDUGrüneSPDFDPAfDZmBfFWTierschutzLinke20162021Anmerkungen:f Zusammen mit Bürgern | SitzverteilungInsgesamt 45 Sitze - Linke: 1 - SPD: 8 - Grüne: 8 - Tierschutz: 2 - ZmB: 3 - FWR: 2 - FDP: 4 - CDU: 14 - AfD: 3 | Sitzverteilung (Stand: 06. Juli 2025)Insgesamt 45 Sitze - SPD: 8 - Grüne: 8 - Tierschutz: 2 - ZmB: 3 - FWR: 2 - BfR: 2 - FDP: 3 - CDU: 14 - AfD: 3 |

| Parteien und Wählergemeinschaften b         | Parteien und Wählergemeinschaften b | 2021     | 2021   |          | 2016   | 2016     |        | 2011     | 2011   |          | 2006   | 2006 |  | 2001 | 2001 |
| Parteien und Wählergemeinschaften b         | Parteien und Wählergemeinschaften b | Anteil a | Sitze  | Anteil a | Sitze  | Anteil a | Sitze  | Anteil a | Sitze  | Anteil a | Sitze  |      |  |      |      |
| Christlich Demokratische Union Deutschlands | CDU                                 | 30,6     | 14     | 29,3     | 13     | 28,8     | 13     | 47,7     | 22     | 46,2     | 21     |      |  |      |      |
| Sozialdemokratische Partei Deutschlands     | SPD                                 | 17,2     | 8      | 27,1     | 12     | 27,1     | 12     | 31,1     | 14     | 35,5     | 16     |      |  |      |      |
| Bündnis 90/Die Grünen                       | GRÜNE                               | 18,3     | 8      | 10,9     | 5      | 17,9     | 8      | 9,9      | 4      | 8,0      | 3      |      |  |      |      |
| Zusammen mit Bürgern                        | ZmB                                 | 6,0      | 3      | 10,4     | 5      | 16,3     | 7      | –        | –      | –        | –      |      |  |      |      |
| Alternative für Deutschland                 | AfD                                 | 6,8      | 3      | 10,0     | 5      | –        | –      | –        | –      | –        | –      |      |  |      |      |
| Freie Demokratische Partei                  | FDP                                 | 9,6      | 4      | 5,7      | 3      | 3,6      | 2      | 3,9      | 2      | 4,0      | 2      |      |  |      |      |
| Freie Wähler Rodgau bis 2006 BÜRGER/FWG     | FWR                                 | 4,0      | 2      | 3,3      | 1      | 3,6      | 2      | 4,2      | 2      | 2,6      | 1      |      |  |      |      |
| Die Linke                                   | LINKE                               | 3,5      | 1      | 3,3      | 1      | 2,7      | 1      | –        | –      | –        | –      |      |  |      |      |
| Partei Mensch Umwelt Tierschutz             | Tierschutzpartei                    | 3,8      | 2      | –        | –      | –        | –      | –        | –      | –        | –      |      |  |      |      |
| Anteil ungültiger Stimmen                   | Anteil ungültiger Stimmen           | 3,5 %    | 3,5 %  | 3,9 %    | 3,9 %  | 4,6 %    | 4,6 %  | 4,3 %    | 4,3 %  | 2,9 %    | 2,9 %  |      |  |      |      |
| Sitze gesamt                                | Sitze gesamt                        | 45       | 45     | 45       | 45     | 45       | 45     | 45 b     | 45 b   | 45 b     | 45 b   |      |  |      |      |
| Wahlbeteiligung                             | Wahlbeteiligung                     | 50,6 %   | 50,6 % | 47,8 %   | 47,8 % | 44,5 %   | 44,5 % | 44,0 %   | 44,0 % | 51,7 %   | 51,7 % |      |  |      |      |

Für die Legislaturperiode vom 1. April 2021 bis 31. März 2026 waren 45 Stadtverordnete zu wählen. Von 35.204 Wahlberechtigten gingen 17.800 zur Wahl.
Seit 11. April 2023 besteht eine Koalition aus CDU, SPD und Freien Wählern Rodgau. Sie löste eine Kooperation aus SPD, Bündnis 90/Die Grünen, FDP, Freien Wählern und Tierschutzpartei ab, die im Kern seit 2008 bestand.
Seit März 2024 ist der Abgeordnete der Linke dem Bündnis Sahra Wagenknecht beigetreten, seit 1. April 2024 bildet er mit einem von der FDP-Fraktion ausgeschlossenen Abgeordneten die Fraktion „Bündnis für Rodgau“.

### Bürgermeister und Magistrat
Nach der hessischen Kommunalverfassung wird der Bürgermeister für eine sechsjährige Amtszeit gewählt, seit dem Jahr 1993 in einer Direktwahl, und ist Vorsitzender des Magistrats, dem in der Stadt Rodgau neben dem Bürgermeister hauptamtlich ein Erster Stadtrat und ehrenamtlich sieben weitere Stadträte angehören. Bürgermeister ist seit dem 9. Juni 2022 Max Breitenbach (CDU). Er wurde als Nachfolger von Jürgen Hoffmann (SPD), der nach zwei Amtszeiten nicht wieder kandidiert hatte, am 26. September 2021 bei 70,12 Prozent Wahlbeteiligung  mit 52,28 Prozent der Stimmen gewählt und setzte sich so gegen den Ersten Stadtrat Michael Schüßler (FDP) als seinen Mitbewerber durch.
Amtszeiten der Bürgermeister
- 2022–2028 Max Breitenbach (CDU)[17]
- 2010–2022 Jürgen Hoffmann (SPD)[18]
- 2004–2010 Alois Schwab (CDU)
- 1998–2004 Thomas Przibilla (SPD)
- 1980–1998 Paul Scherer (CDU)[21]
- 1977–1980 Hans Elgner (CDU) (Rücktritt im April 1980, siehe Maritima-Projekt)
- 1977–1977 Wilhelm Albert (SPD) (Staatsbeauftragter für fünf Monate)

Magistrat
Der Magistrat ist als Kollegialorgan die Verwaltungsbehörde der Stadt. Er besteht aus dem Bürgermeister als Vorsitzenden, dem Ersten Stadtrat und weiteren Stadträten. In der Praxis besteht die weit überwiegende Mehrheit des Magistrats aus ehrenamtlichen Mitgliedern. Die Zahl der hauptamtlichen Stadträte darf die der ehrenamtlichen jedenfalls nicht übersteigen.
Der Magistrat besorgt die laufende Verwaltung und wird von den Bediensteten der Stadt unterstützt. Diese stellt er ein, befördert und entlässt sie. Er trifft die Entscheidungen zu laufenden Verwaltungsangelegenheiten, bereitet gemeinsam mit der Verwaltung die Beschlüsse der Stadtverordnetenversammlung vor und führt diese aus. Er wirkt mit bei der Ausführung der Gesetze und Verordnungen innerhalb der Stadt, bei der Verwaltung des Vermögens, bei der Erstellung des Haushaltsplanes sowie bei der Überwachung des Kassen- und Rechnungswesens. Auch die Wahrung der Bürgerinteressen ist seine Aufgabe. Er tagt unter Vorsitz des Bürgermeisters in nicht-öffentlichen Sitzungen. An den Sitzungen der Stadtverordnetenversammlung nimmt der Magistrat ohne Stimmrecht teil.
Die ehrenamtlichen Stadträte werden von der Stadtverordnetenversammlung in oder bald nach der konstituierenden Sitzung für die fünfjährige Wahlperiode bis zur nächsten Kommunalwahl in den Magistrat gewählt. Für die Dauer ihrer Wahlzeit werden sie zu Ehrenbeamten ernannt und können zwar zurücktreten, aber im Gegensatz zu hauptamtlichen Magistratsmitgliedern nicht abgewählt werden. Die Stärke der in der Stadtverordnetenversammlung vertretenen Fraktionen spiegelt sich grundsätzlich in der Zusammensetzung des ehrenamtlichen Magistrats wider.
Hauptamtliche Stadträte werden von der Stadtverordnetenversammlung auf die Dauer von sechs Jahren als Wahlbeamte gewählt. In der Stadt Rodgau gibt es zwei hauptamtliche Magistratsmitglieder: Bürgermeister Max Breitenbach (CDU) und Erste Stadträtin Janika Martin (SPD), seit dem 1. Juni 2024 im Amt. Nach dem Geschäftsverteilungsplan des Bürgermeisters sind die hauptamtlichen Magistratsmitglieder als Dezernenten jeweils für einen Teil der Ämter und Fachbereiche der Stadtverwaltung zuständig. Darüber hinaus haben auch zwei ehrenamtliche Stadträte kleiner zugeschnittene Dezernate übernommen: Winfried Sahm (Bündnis 90/Die Grünen) ist seit Juni 2016 Dezernent für Sport und Kultur, Wolfram Neumann (SPD) leitet seit Mai 2017 das damals neu geschaffene Energiedezernat.

### Ortsbeiräte
Für die fünf Rodgauer Stadtteile wurden bis 31. März 2016 Ortsbezirke mit Ortsbeiräten gebildet. Die Ortsbeiräte wurden bei den Kommunalwahlen in gesonderten Abstimmungen von den Wahlberechtigten des jeweiligen Stadtteiles gewählt. Sie hatten im Stadtparlament beratende Funktion. Die Stadtverordnetenversammlung hatte 2011 beschlossen, alle Ortsbeiräte zum 1. April 2016 (d. h. zur nächsten Kommunalwahl) abzuschaffen.

### Wappen und Flagge

#### Wappen
| DEU Rodgau COA.svg | Blasonierung: „In Blau und Rot einen gewellten silbernen Schräglingsbalken, belegt mit fünf Sternen, begleitet oben rechts von einer silbernen Rose mit silbernen Kelchblättern – diese belegt mit einem roten Herzen, dem ein schwarzes Kreuz aufliegt (Lutherrose) – unten links von einem sechsspeichigen silbernen (Mainzer) Rad.“ |
| DEU Rodgau COA.svg | Das Wappen wurde am 14. November 1978 durch das hessische Innenministerium genehmigt. Der gewellte Schrägbalken symbolisiert die Rodau, die den ganzen Stadtbereich durchfließt. In diesem Balken befinden sich fünf Sterne für die Stadtteile. Im rechten oberen Teil (vom Wappenträger aus gesehen) ist auf blauem Hintergrund eine stilisierte silberne Rose mit einem roten Herzen und einem schwarzen Kreuz (Lutherrose) zu sehen. Dieser Teil erinnert an die evangelische Enklave Dudenhofen inmitten der katholischen Nachbargemeinden. Der linke, untere Teil zeigt vor rotem Hintergrund ein sechsspeichiges Rad, welches dem Wappen der Mainzer Erzbischöfe entlehnt ist. Das Rad deutet an, dass Kurmainz in allen Stadtteilen seit 1425 in Nachfolge der Herren von Eppstein territorialherrliche Rechte ausübte. Die Kurmainzer Herrschaft dauerte im Allgemeinen bis zur Säkularisation zu Beginn des 19. Jahrhunderts, in Dudenhofen wurde sie bereits im 17. Jahrhundert beendet. Infolge der Herrschaft der Grafen von Hanau und ab 1736 der Landgrafen von Hessen-Darmstadt blieb Dudenhofen eine evangelisch-lutherische Enklave innerhalb der katholisch gebliebenen Orte Jügesheim, Nieder-Roden, Hainhausen und Weiskirchen. Aus diesem Grunde steht die Lutherrose als Pendant zum Mainzer Rad im Wappen der Stadt Rodgau. |

#### Flagge
Die Flagge von Rodgau wurde am 1. Februar 1979 durch das Hessische Innenministerium genehmigt.
Flaggenbeschreibung: „Auf weißem Flaggentuch mit roten Randstreifen im oberen Drittel aufgelegt das Gemeindewappen.“

### Städtepartnerschaften
Rodgau und seine Stadtteile unterhalten mehrere Städtepartnerschaften:
| Stadt Rodgau |  | Donja Stubica         | Kroatien   | seit 2002 |
| Dudenhofen   |  | Nieuwpoort            | Belgien    | seit 1975 |
| Nieder-Roden |  | Puiseaux              | Frankreich | seit 1974 |
| Nieder-Roden |  | Hainburg an der Donau | Österreich | seit 1974 |

Seit 1974 besteht eine Partnerschaft mit Puiseaux in Frankreich und mit der österreichischen Stadt Hainburg an der Donau seitens Nieder-Rodens. Am 25. Mai 1974 unterzeichneten die Bürgermeister Hans Elgner (Nieder-Roden); Georges Bordry (Puiseaux) und Hubert Rein (Hainburg an der Donau) im Bürgerhaus von Nieder-Roden die Partnerschaftsurkunden. Im Jahr 1975 wurde Nieuwpoort in Belgien Partnerstadt von Dudenhofen. Eine weitere Partnerschaft der Stadt Rodgau besteht seit September 2002 mit der kroatischen Stadt Donja Stubica.

## Wirtschaftliche Entwicklung

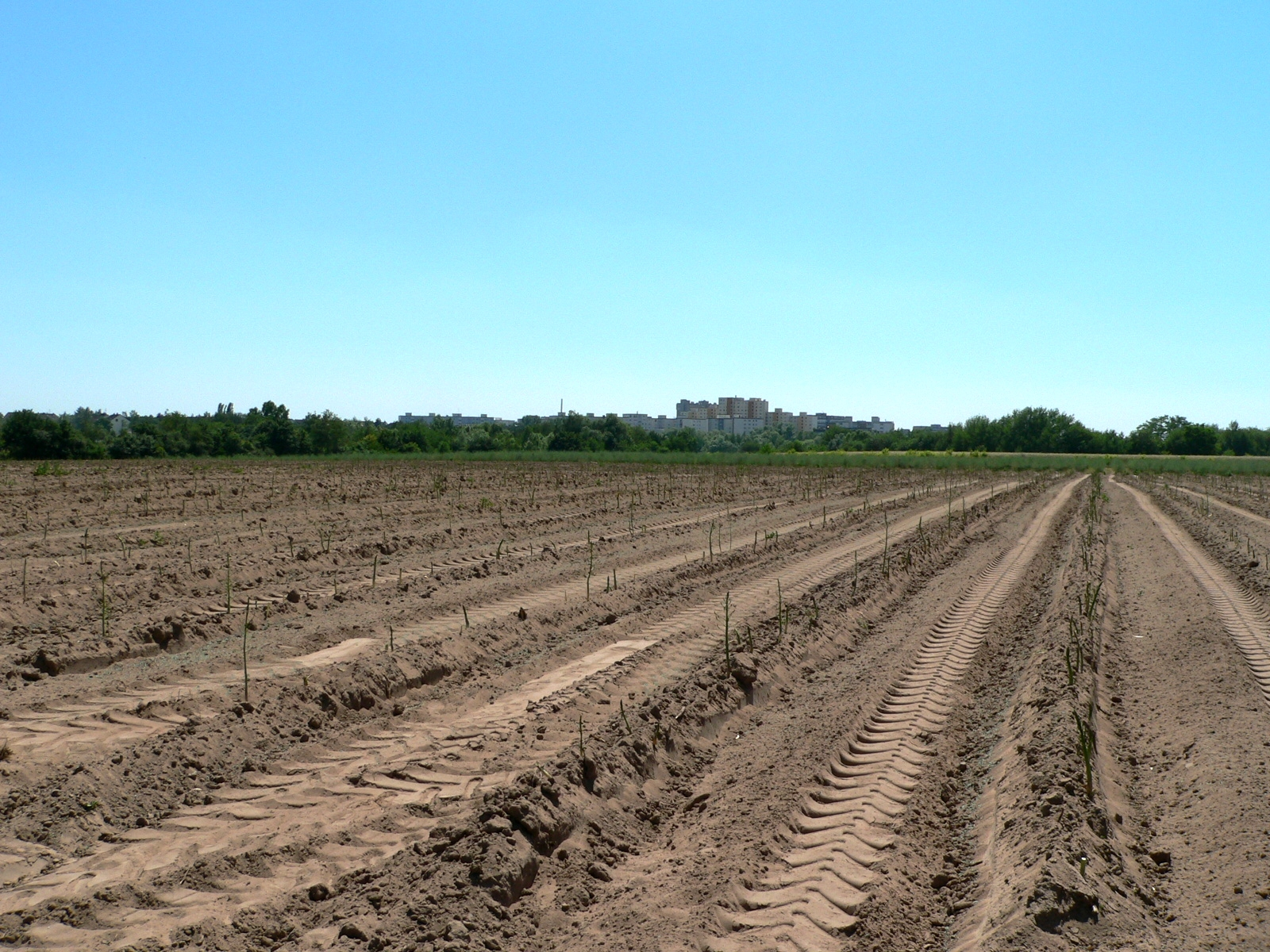
Spargelfeld in Dudenhofen

Bestimmte noch bis zum Beginn des 19. Jahrhunderts die Landwirtschaft das Leben in den ehemals selbständigen Gemeinden Rodgaus, änderte sich dies mit zunehmender Industrialisierung vor allem von Offenbach. Die meisten Landwirte nahmen Arbeit in den nahe gelegenen Städten Offenbach und Frankfurt an und führten ihre Höfe nur noch als Nebenerwerb.
Mitte des 20. Jahrhunderts siedelten sich in den Gemeinden des Rodgaus zahlreiche Klein- und Mittelstandsbetriebe der Leder verarbeitenden Industrie an, die ihre Produkte – Handtaschen, Koffer, Gürtel, Geldbörsen und Brieftaschen – vorwiegend in Heimarbeit fertigen ließen. Dies führte bis 1975 zum fast völligen Verschwinden der Nebenerwerbslandwirtschaft. 2004 arbeiteten noch elf Höfe im Vollerwerb (vorwiegend Spargelanbau) und vier Höfe im Nebenerwerb.
Neben der Lederwarenbranche entstand gleichzeitig die Metallverarbeitung im Rodgau als Zulieferer von Gürtelschnallen, Koffergriffen und ähnlichem. Größere Betriebe gab es in Weiskirchen, Jügesheim und Nieder-Roden. Heute spielen Lederwarenherstellung und Metallverarbeitung nur noch eine untergeordnete Rolle.
1954 etablierte sich am Ortsrand von Dudenhofen ein in dieser Region neuer Industriezweig, das Kalksandsteinwerk Dudenhofen, das den dort vorhandenen feinen Dünensand zur Herstellung von bis zu 73 Millionen Steinen im Jahr abbaute. In den 1990er Jahren verlagerte die Firma ihren Produktionsschwerpunkt auf die Herstellung von Porenbeton-Plansteinen, heute bekannt unter dem Namen Porit.

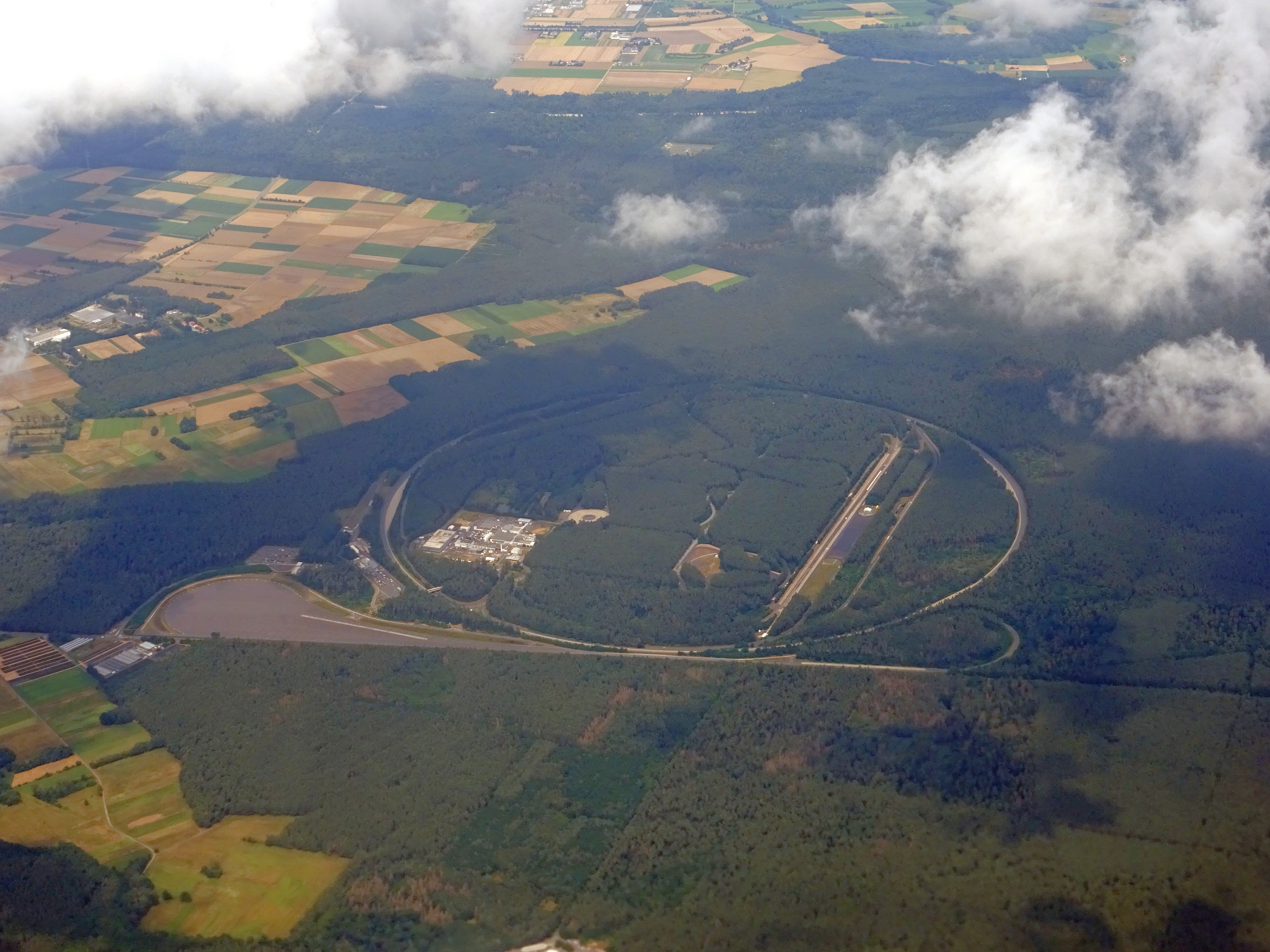
Das Testgelände der Segula Technologies in Rodgau-Dudenhofen (Koordinaten:)

Anfang der 1960er Jahre wählte die Adam Opel AG Dudenhofen als Standort für ihr Testzentrum (TCD) aus, das 1966 in Betrieb ging. Inmitten einer 4,8 Kilometer langen Hochgeschwindigkeits-Rundstrecke befinden sich auch eine 6,7 Kilometer lange Dauerprüfstrecke mit allen erdenklichen Straßentypen (Marterstraße) und seit 2009 eine Offroad-Piste zum Test von Geländefahrzeugen.
Beginnend in den 1960er Jahren wiesen die damals selbständigen Ortsteile sechs größere Gewerbegebiete aus (Gesamtfläche 219 ha), in denen sich vornehmlich Dienstleistungsbetriebe ansiedelten wie das IBM Warenverteilzentrum (bis 2005, ab dann Mann-Mobilia Logistikzentrum), die Firma Atlas Rhein Main, der Fegro Großhandelsmarkt, MEWA Textilservice, Geodis, Pepsi-Cola Deutschland, PerkinElmer Life and Analytical Sciences und ein Postfrachtzentrum der DHL. Der größte Arbeitgeber bis zum Jahr 2001 war die Hage Fittings GmbH, ein Hersteller von Gewindefittings und Pressfittings. Später wurde dessen Segment Haustechnik (mit einem Umsatz von damals ca. 10 Millionen Euro) im Jahr 2023 vom niederländischen Unternehmen Aalberts Industrie übernommen. Insgesamt waren Mitte 2005 3871 Gewerbebetriebe in Rodgau gemeldet, darunter 23 Supermärkte der bekanntesten Filialisten sowie 16 Hotels mit insgesamt 795 Betten.
Der Trend fort vom Produktionsgewerbe und Handwerk zum Dienstleistungsgewerbe wird im Vergleich 1987 zu 2003 deutlich: Betrug der Dienstleistungsanteil zehn Jahre nach Gründung der Großgemeinde noch 52 Prozent, stieg er in den folgenden 15 Jahren auf 73 Prozent des Gesamtgewerbes.
In Rodgau sind rund 150 High-Tech-Unternehmen ansässig. Es dominiert das Technikfeld Informations- und Kommunikationstechnik für die Luft- und Raumfahrt, gefolgt von Sensorik, Mess-, Regel- und Analysetechnik. Des Weiteren sind die Bereiche Produktionstechnik, automatische Lackiertechnik, sowie Mikro- und Optoelektronik vertreten.
2005 stellten Rodgaus Gewerbebetriebe insgesamt 9076 sozialversicherungspflichtige Arbeitsplätze zur Verfügung. Hinzu kamen rund 3000 Arbeitsplätze für Selbstständige, Beamte und geringfügig Beschäftigte.
Ein großer Teil der erwerbstätigen Bevölkerung Rodgaus hat Arbeitsplätze in den Großstädten der Umgebung: Offenbach am Main (15 Kilometer), Hanau (15 Kilometer), Darmstadt (20 Kilometer), Aschaffenburg (20 Kilometer) und Frankfurt am Main (25 Kilometer).

## Verkehr

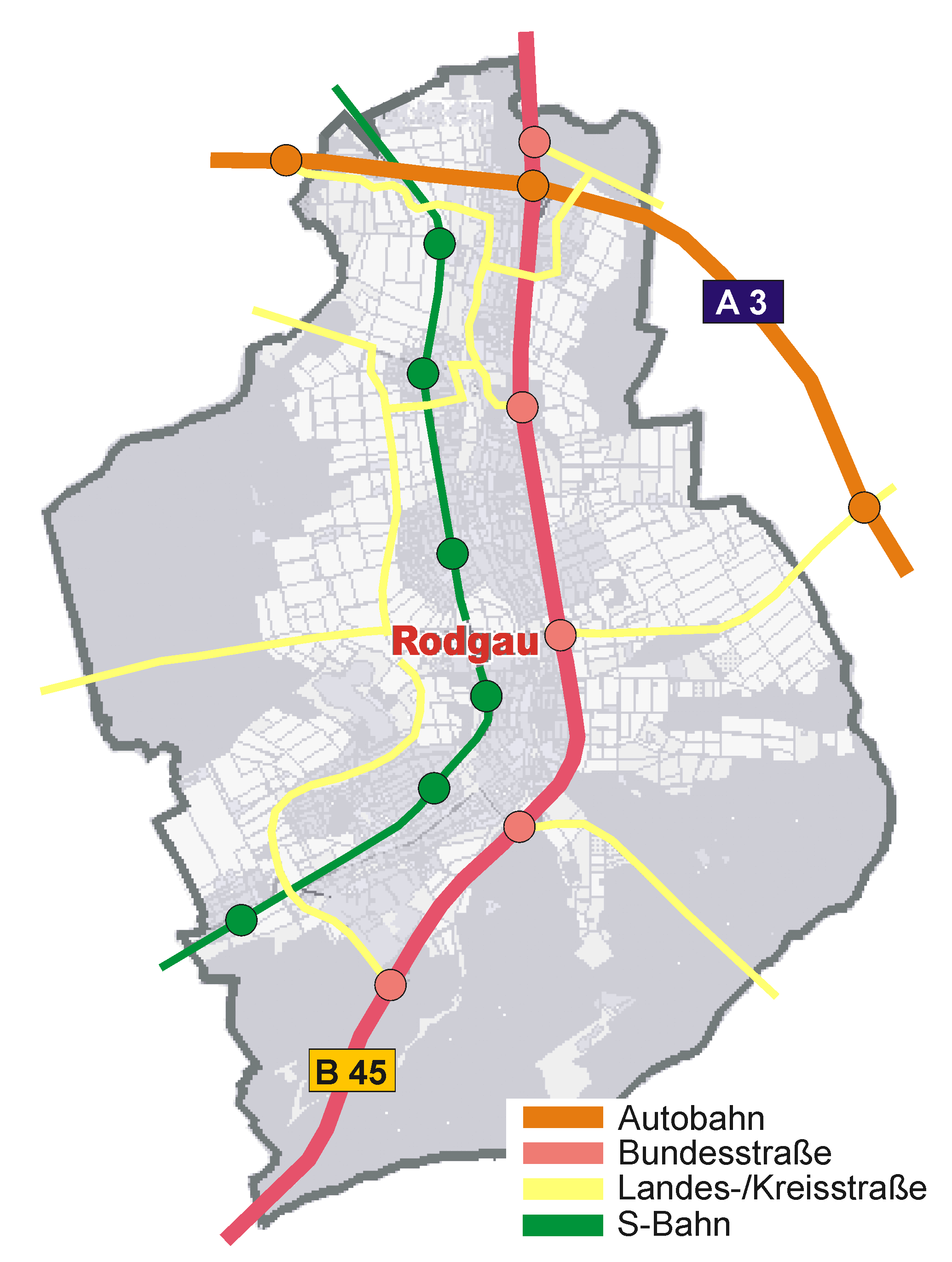
Verkehrsanbindung der Stadt Rodgau

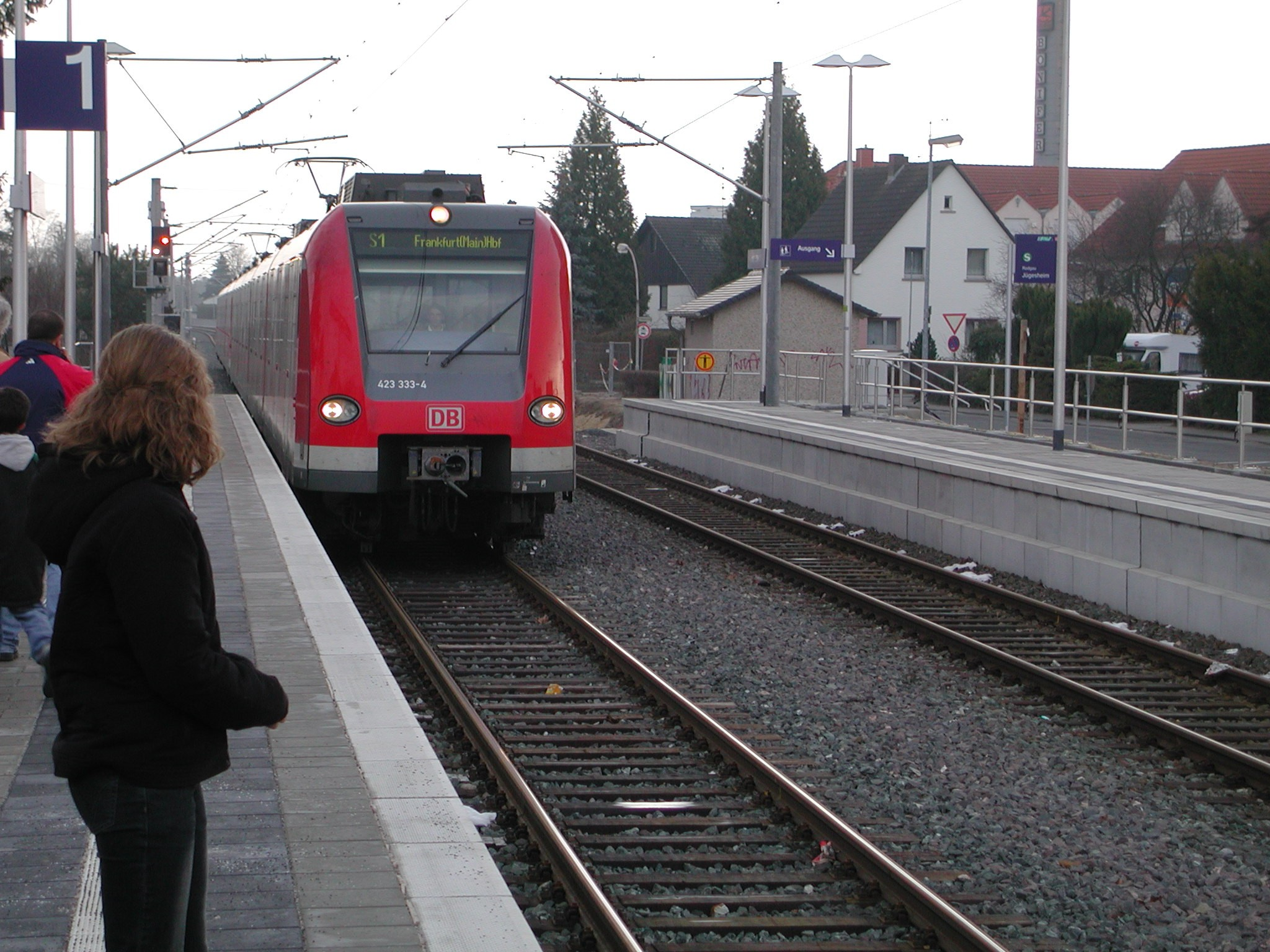
Die in Rodgau verkehrende S-Bahn S1

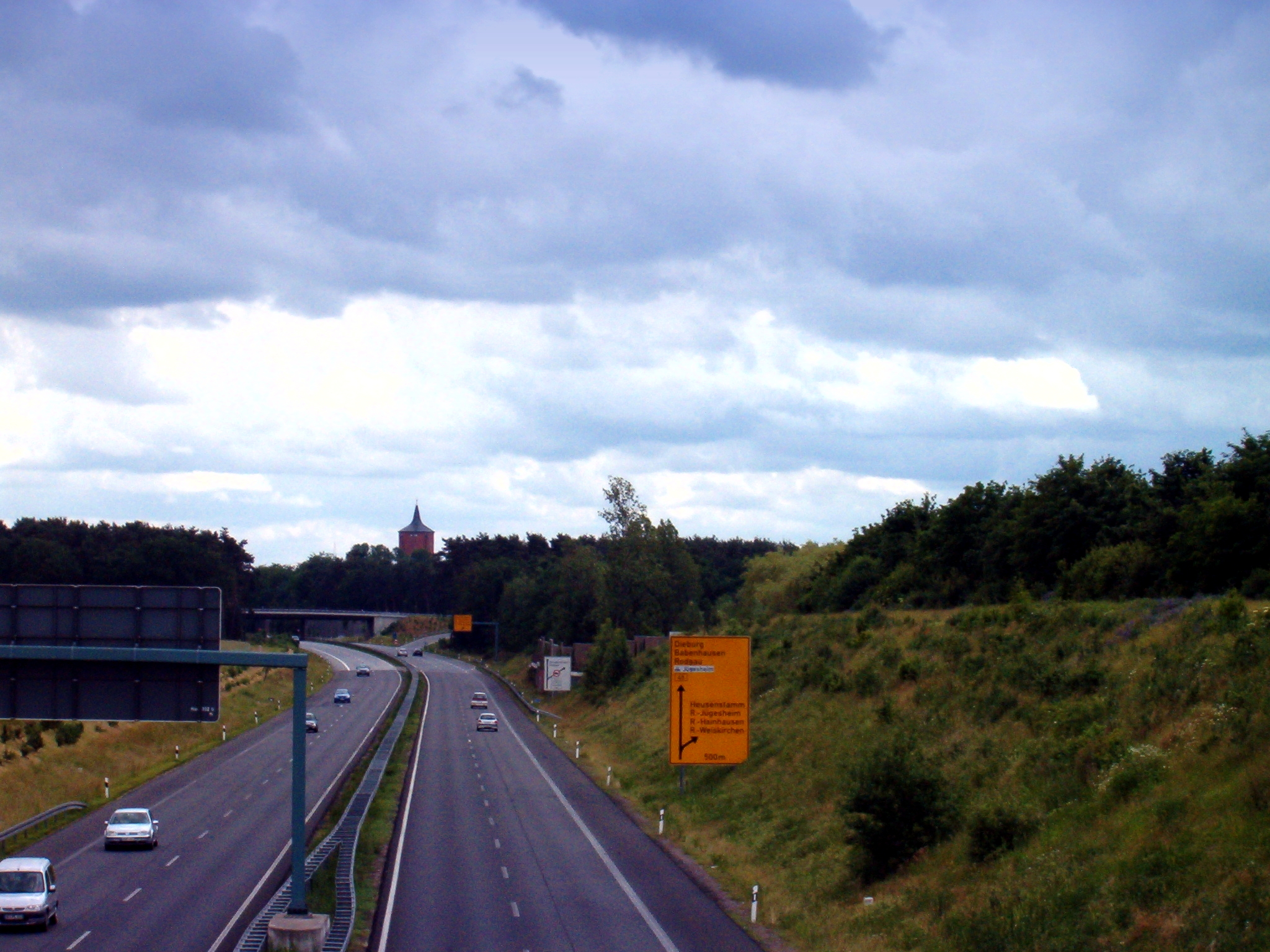
B 45 in Rodgau-Jügesheim

### Öffentlicher Personennahverkehr
Seit 14. Dezember 2003 sind alle Rodgauer Stadtteile durch die Verlängerung der S-Bahn-Strecke S1 von Wiesbaden nach Ober-Roden an das weitreichende Netz der S-Bahn Rhein-Main angeschlossen. Bis zu diesem Zeitpunkt wurde Rodgau durch die Rodgaubahn bedient.
Taktverbunden an den Bahnhöfen Dudenhofen und Jügesheim mit der S1 sind die Kreisbuslinien nach Babenhausen, Seligenstadt, Dietzenbach und Langen. Nachdem es vor der S-Bahn einen Bahnbus (Linie 950 Offenbach – Oberroden) und einen Stadtbus (Linie 301) gab, wurden zusammen mit der S-Bahn Eröffnung zwei Stadtbuslinien, die innerhalb Niederrodens (Linie 41) und zwischen Jügesheim und Weiskirchen (Linie 42) verkehrten, eingeführt. Ergänzt durch die abzweigende Regionalbuslinie 99, die zwischen Jügesheim und Niederroden verkehrte, ergab sich ein dreigeteiltes Netz. Seit Dezember 2019 gibt es jedoch wieder einen durchgängigen Stadtbus zwischen Weiskirchen und Niederroden (als Linie 40), da der Abzweig der Linie 99 aufgrund einer Taktverdichtung nach Seligenstadt entfiel. Außerhalb deren Fahrplanzeiten fahren Anruf-Sammel-Taxen (AST), tagsüber auch zum Ortsteil Rollwald. Die Stadtbuslinie wird durch die Stadtwerke Rodgau betrieben, die Schauinsland-Reisen für das operative Geschäft verpflichtet haben.

### Radwegenetz
Die Stadt Rodgau verfügt zunehmend über ein in Zusammenarbeit mit dem Allgemeinen Deutschen Fahrrad-Club (ADFC) gut ausgebautes Netz von Radwegen und Radwanderwegen, die die fünf Stadtteile miteinander verbinden. Seit 2005 führt der beschilderte Rodgau-Rundweg durch Felder und Wälder ganz um die Stadt herum. Mit 42,1 Kilometern erreicht er fast die Marathon-Distanz. Rechts und links der S-Bahn-Strecke verbindet ein 14 Kilometer langer, asphaltierter Radweg von Rollwald bis Weiskirchen alle Stadtteile. Spezielle Fahrrad-Parkplätze mit Ständern und abschließbaren Mietboxen gibt es an allen S-Bahn-Haltestellen.

### Fußgängerzonen
Ausgewiesene Fußgängerzonen bestehen in Nieder-Roden zwischen S-Bahnhof und Puiseauxplatz sowie in Jügesheim an der Rodgau-Passage. Verkehrsberuhigte Bereiche mit entsprechender Straßenaufpflasterung finden sich in allen Stadtteilen, meistens in den alten Ortskernen und in den Neubaugebieten. Spazierwege durch die teilweise parkähnlich angelegte Rodau-Aue in Dudenhofen und Jügesheim sind den Fußgängern vorbehalten. Ein dichtes Netz ausgeschilderter Wanderwege durchzieht Wälder und Felder der Rodgauer Gemarkung.

### Individualverkehr
Im Norden Rodgaus führt die A 3 (Frankfurt–Würzburg) durch das Stadtgebiet und kreuzt hier die autobahnähnlich ausgebaute B 45 (Hanau–Dieburg), die in Nord-Süd-Richtung verlaufend alle Rodgauer Stadtteile tangiert und durch vier Anschlussstellen bedient. Die Tank- und Rastanlage Weiskirchen auf Rodgauer Gemarkung an der Bundesautobahn 3 ist aus beiden Richtungen zu befahren. Dem nördlichen Rasthof ist ein Motel angegliedert. Beim Weiterbau der A 3 von Offenbach nach Würzburg in den 1960er Jahren wurden beide Rasthöfe erstmals in Deutschland als reine Automatengaststätten gebaut. Von diesem Konzept wich man Anfang der 1980er Jahre wieder ab und baute sie zu SB-Restaurants um.
Die westlichen Wohnbereiche werden durch die elf Kilometer lange Rodgau-Ring-Straße erschlossen, die im Norden weiter nach Heusenstamm und Offenbach führt. Die Kreisquerverbindung Dietzenbach–Rodgau–Seligenstadt verbindet Rodgau wiederum mit der A 3. Weiskirchen ist zusätzlich durch die Anschlussstelle Obertshausen an die A 3 angebunden.
Seit 2001 wurden im Stadtgebiet Rodgau sechs starkfrequentierte Straßenkreuzungen durch Kreisverkehre mit erhöhten und bepflanzten Mittelinseln ersetzt. Zur Verkehrsberuhigung in Wohngebieten entstanden weitere fünf Mini-Kreisel.
Mit ganz wenigen Ausnahmen besteht auf den Innerortsstraßen eine Tempo-30-Regelung.

### Parken
Am Badesee in Nieder-Roden gibt es rund 2000 PKW-Parkplätze in unmittelbarer Nähe zum Strandbadeingang. An allen sechs S-Bahn-Haltestellen stehen insgesamt 400 Park-and-Ride-Plätze zur Verfügung. Am Bahnhof in Nieder-Roden befindet sich ein Parkhaus. Jügesheim verfügt über zwei Tiefgaragen in Kernlage. An den Bürgerhäusern in Dudenhofen, Weiskirchen und Nieder-Roden sowie an allen Sporthallen befinden sich größere Parkplätze. Auch die fünf Waldfreizeitanlagen bieten reichlich Parkraum, ebenso der Wanderparkplatz im östlichen Waldgebiet an der Langen Schneise.

### Luftverkehr
Die räumliche Nähe zum Flughafen Frankfurt – und die über die S-Bahn problemlose Anreise dorthin – ermöglicht auch wirtschaftlich internationalen Anschluss. Der Flughafen Frankfurt ist etwa 20 km von Rodgau entfernt und kann über die Autobahn A3 erreicht werden. Natürlich profitieren auch Urlauber von dieser Nähe.
Zwischen Offenbach und Darmstadt liegt etwa 25 Kilometer von Rodgau entfernt der Flugplatz Frankfurt-Egelsbach, der verkehrsreichste Verkehrslandeplatz in Deutschland. Mit seinen rund 77.000 Flugbewegungen im Jahr entlastet und ergänzt er den Frankfurter Flughafen.

## Medien

### Zeitungen
Die überregionalen Tageszeitungen Frankfurter Rundschau und Offenbach-Post beinhalten in ihren Ausgaben für den Kreis Offenbach einen Rodgau-Lokalteil. Zusätzlich erscheint inzwischen freitags die kostenlose Rodgau-Post aus dem Verlag der Offenbach-Post und die Rodgau-Zeitung. Das Stadtmagazin mein rodgau berichtet zehnmal jährlich über Menschen, Sport, Kultur und Lifestyle aus und um Rodgau. Dreieich-Spiegel und Bürgerblatt haben inzwischen ihren Betrieb eingestellt.

### Kabelnetz
Die Mehrheit der Haushalte in der Stadt Rodgau haben die Möglichkeit der Versorgung mit 32 Fernseh- und 35 Hörfunkprogrammen über das von Unitymedia betriebene Kabelnetz. Die Einspeisung der Signale geschieht in der Knotenstelle Rödermark. Seit 2005 besitzt Rodgau auch ein Breitbandnetz, das die Versorgung mit digitalen Fernseh- und Hörfunkprogrammen ermöglicht.

### Hörfunk
Aufgrund der Nähe zur Wirtschaftsmetropole Frankfurt liegt Rodgau im Einzugsbereich der Berichterstattung folgender Hörfunksender:
- Hessischer Rundfunk 1–4 sowie You FM und hr-info (Frankfurt am Main)
- Hit Radio FFH sowie harmony.fm und planet more music radio (Bad Vilbel)
- Radio Primavera (Aschaffenburg)

## Infrastruktur

### Entwicklung
Durch die ursprünglich dörfliche Struktur der Einzelgemeinden lagen deren natürliche Zentren jeweils rund um die Kirche. Dies blieb auch nach dem Zusammenschluss zur Großgemeinde 1977 so, bis auf Nieder-Roden. Dort erforderte ab 1950 die Verfünffachung der Einwohnerzahl eine starke Ausdehnung der Wohnbebauung nach Nord-Westen („Gartenstadt“) und die Schaffung eines neuen Ortskerns mit Postamt, Geschäften, Ärztehaus, Gemeinde- und Sozialzentrum. Hier entstanden Ende der 1960er Jahre unter der Planung der Baugilde Süd mehrere Kompaktwohnanlagen mit bis zu zwölf Stockwerken. Auffällig im heutigen Stadtbild ist hier ein im Volksmund Chinamauer genannter, rund 300 Meter langer Wohnblock mit Maisonette-Wohnungen. Die damals geplante Erweiterung auf 900 Meter Länge kam nicht mehr zur Ausführung.
Trotz der stetig wachsenden Größe Rodgaus gibt es in der Stadt kein Krankenhaus. Die nächstgelegenen Kliniken befinden sich in Seligenstadt, Langen und Offenbach am Main.
Eine vorsichtige Ausweisung von Neubaugebieten seit 1979 ermöglichte einerseits das Anwachsen der Einwohnerzahl auf die heutige Größe, andererseits auch das gleichzeitige Entstehen der notwendigen sozialen Infrastruktur wie Kindergärten, Schulen, Sport- und Freizeiteinrichtungen. Obwohl die Stadt dadurch räumlich langsam zusammenwächst, hat sich bisher kein echtes Stadtzentrum entwickelt. Die einzelnen Stadtteile pflegen ihre eigenen gewachsenen Strukturen.
Seit 1998 fließt die Lokale Agenda 21 als Leitgedanke in die Stadtgestaltung ein. Ein Gremium aus engagierten Bürgerinnen und Bürgern entwickelte ein Leitbild der Bürgerkommune mit dem Ziel der Nachhaltigkeit als „Dach“ für Wirtschaft, Umwelt, Soziales, Kultur, Eine Welt usw. Das Gremium erhielt wie ein Ausschuss beratende Funktion und Rederecht im Stadtparlament und erarbeitete Vorschläge unter anderem zur Renaturierung und Integration. Seit 2002 läuft die „Qualitätsphase“ der Lokalen Agenda 21, das heißt die reale Umsetzung der Vorschläge bis 2017. Das Gremium selbst löste sich 2003 nach Abschluss der „Wachstumsphase“ auf.

### Religion

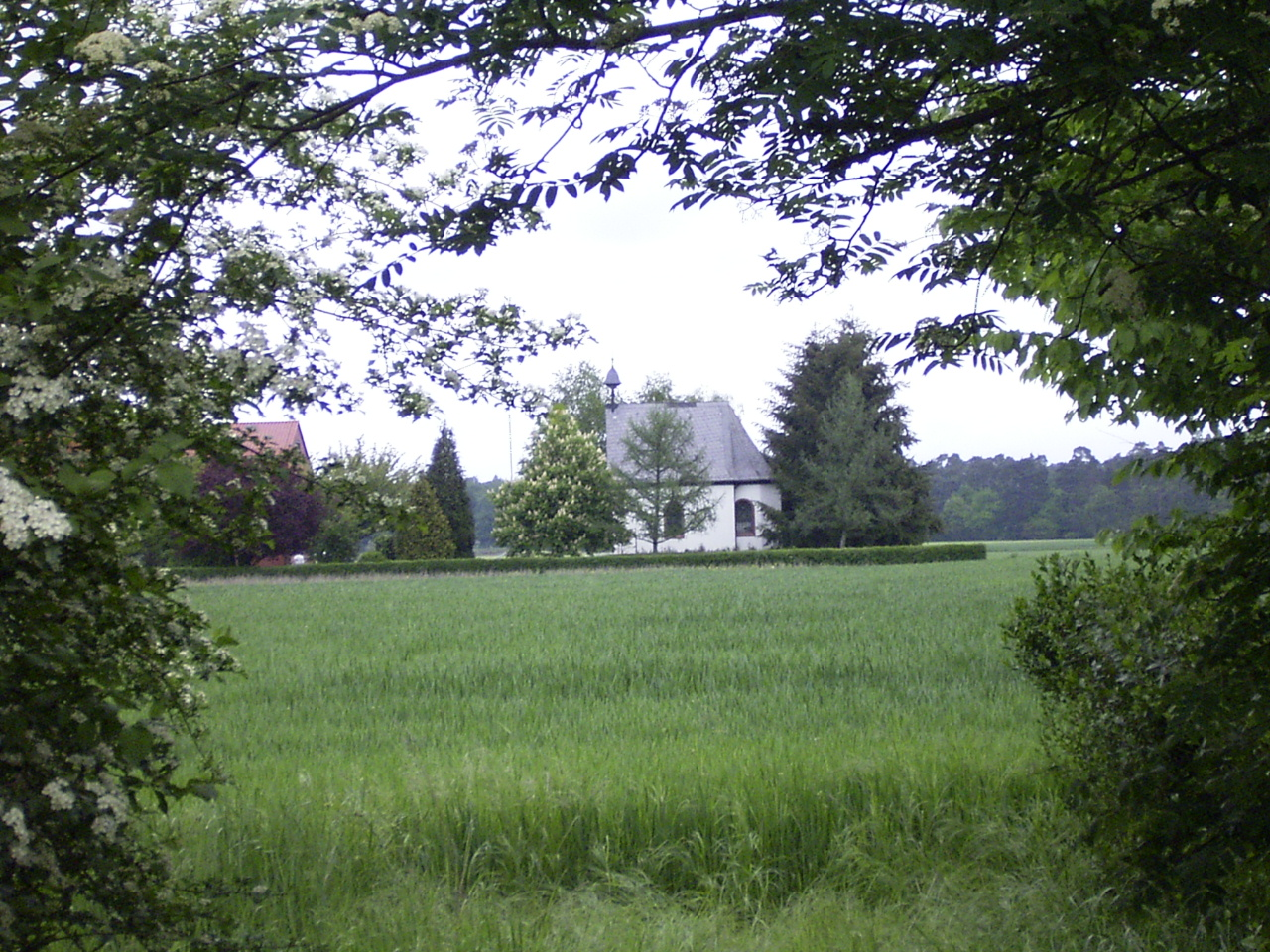
Kapelle Schönstatt-Zentrum

In vier evangelischen und sechs katholischen Kirchen und Gemeindezentren finden regelmäßig Gottesdienste statt. Die der syrisch-orthodoxen Kirche von Antiochien angehörende Gemeinschaft der Aramäer feiert ihre Gottesdienste in der katholischen Kirche in Dudenhofen. Die islamischen Religionsgemeinschaften versammeln sich in einer kleinen Moschee in Nieder-Roden und in der 2008 in Jügesheim erbauten Anwar-Moschee der Ahmadiyya Muslim Jamaat.
Am östlichen Ortsrand von Rodgau-Weiskirchen befindet sich seit 1982 das Tagungs- und Fortbildungszentrum der katholischen Internationalen Apostolischen Schönstatt-Bewegung im Bistum Mainz.
Die erste Synagoge in Weiskirchen wurde 1793 im Hause des Schutzjuden Gedalie eingerichtet. Ein Neubau erfolgte in den Jahren 1881 und 1882. Im November 1938 wurde das Gebäude nach einem Verkauf durch die Kultusgemeinde bereits als Wohnhaus genutzt und nicht zerstört. Die nach Offenbach am Main verlagerten Kultgegenstände fielen jedoch der Zerstörung dort zum Opfer. Nach einer Renovierung durch die Stadt Rodgau, die Eigentümerin ist, wird die Synagoge seit 2010 vom Heimat- und Geschichtsverein Weiskirchen genutzt.

#### Konfessionsstatistik
Gemäß dem Zensus 2011 waren 23,6 % der Einwohner evangelisch, 37,1 % römisch-katholisch und 39,2 % waren konfessionslos, gehörten einer anderen Glaubensgemeinschaft an oder machten keine Angabe.

### Schulen in Rodgau
Neben 25 Kindergärten gibt es in Rodgau – bedingt auch durch die lange Zeit selbstständigen Gemeinden – heute eine breite Palette von Schulformen: so die gymnasiale Oberstufe der Claus-von-Stauffenberg-Schule in Dudenhofen mit den Jahrgangsstufen 11 bis 13, als kooperative Gesamtschulen die Georg-Büchner-Schule in Jügesheim und die Geschwister-Scholl-Schule in Hainhausen. Eine integrierte Gesamtschule (Heinrich-Böll-Schule) findet man in Nieder-Roden, Grundschulen mit der Freiherr-vom-Stein-Grundschule in Dudenhofen, der Carl-Orff-Schule in Jügesheim, der Gartenstadt-Schule in Nieder-Roden, der Grundschule am Bürgerhaus in Nieder-Roden, der Münchhausen-Schule in Hainhausen und der Wilhelm-Busch-Schule in Jügesheim gibt es gleich sechs. Die Georg-Büchner-Schule, die Heinrich-Böll-Schule, die Geschwister-Scholl-Schule und einige weitere nicht in Rodgau ansässige Schulen bilden einen Schulverbund, in dessen Rahmen ein Erfahrungsaustausch und die Planung gemeinsamer Projekte und Klassenarbeiten stattfinden. Dazu findet man noch die Friedrich-von-Bodelschwingh-Schule als Förderschule mit dem Schwerpunkt geistige Entwicklung in Weiskirchen. Die Stadt unterhält auch eine eigene Volkshochschule und fördert die Freie Musikschule Rodgau.

### Sport- und Freizeiteinrichtungen

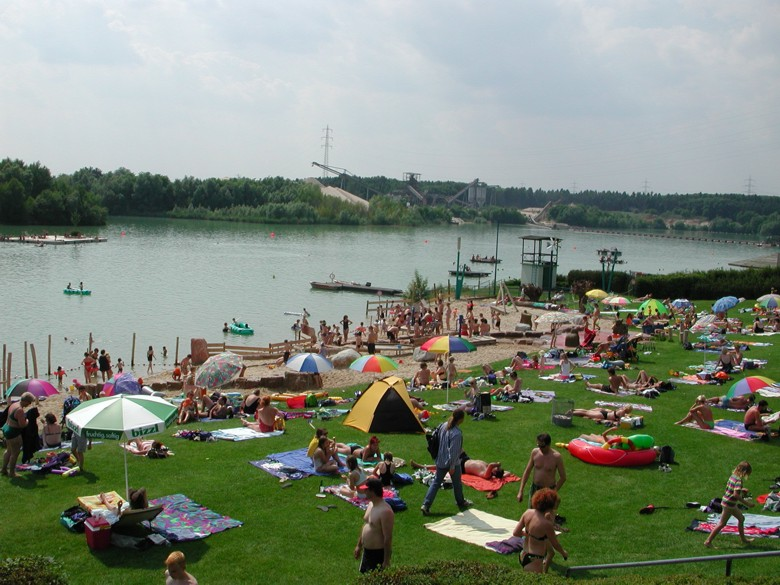
Rodgauer Strandbad, das berühmte „St. Tropez am Baggersee“

Im Stadtgebiet von Rodgau befinden sich außer dem Strandbad am 26,3 Hektar großen Badesee Rodgau mit jährlich bis zu 370.000 Badegästen mehrere Waldfreizeitanlagen, mit Grillplätzen. Den Sporttreibenden stehen drei Sportzentren, fünf Sportplätze, fünf Mehrfeld-Sporthallen, vier Turnhallen, zwei Trimm-dich-Pfade und mehrere Pferdesportanlagen zur Verfügung. Sieben Tennisanlagen und eine Tennishalle gehören ebenso zum Angebot wie eine Beachvolleyball-Anlage mit drei Plätzen am Strandbad, eine große Skateranlage sowie ein Modellflugplatz. Der Sportbetrieb wird von 55 Rodgauer Sportvereinen betreut. 2023 hat im Gewerbegebiet Weiskirchen ein Fun-Park eröffnet.
Zu den in Rodgau jährlich wiederkehrenden sportlichen Höhepunkten zählen der 50-km-Ultramarathon des RLT Rodgau im Januar, ein Triathlon im August, der 24-Stunden-Lauf im September. Zum jährlichen Drachenfest Ende September reisen Teilnehmer und Besucher aus mehreren Bundesländern an.

### Naturschutz

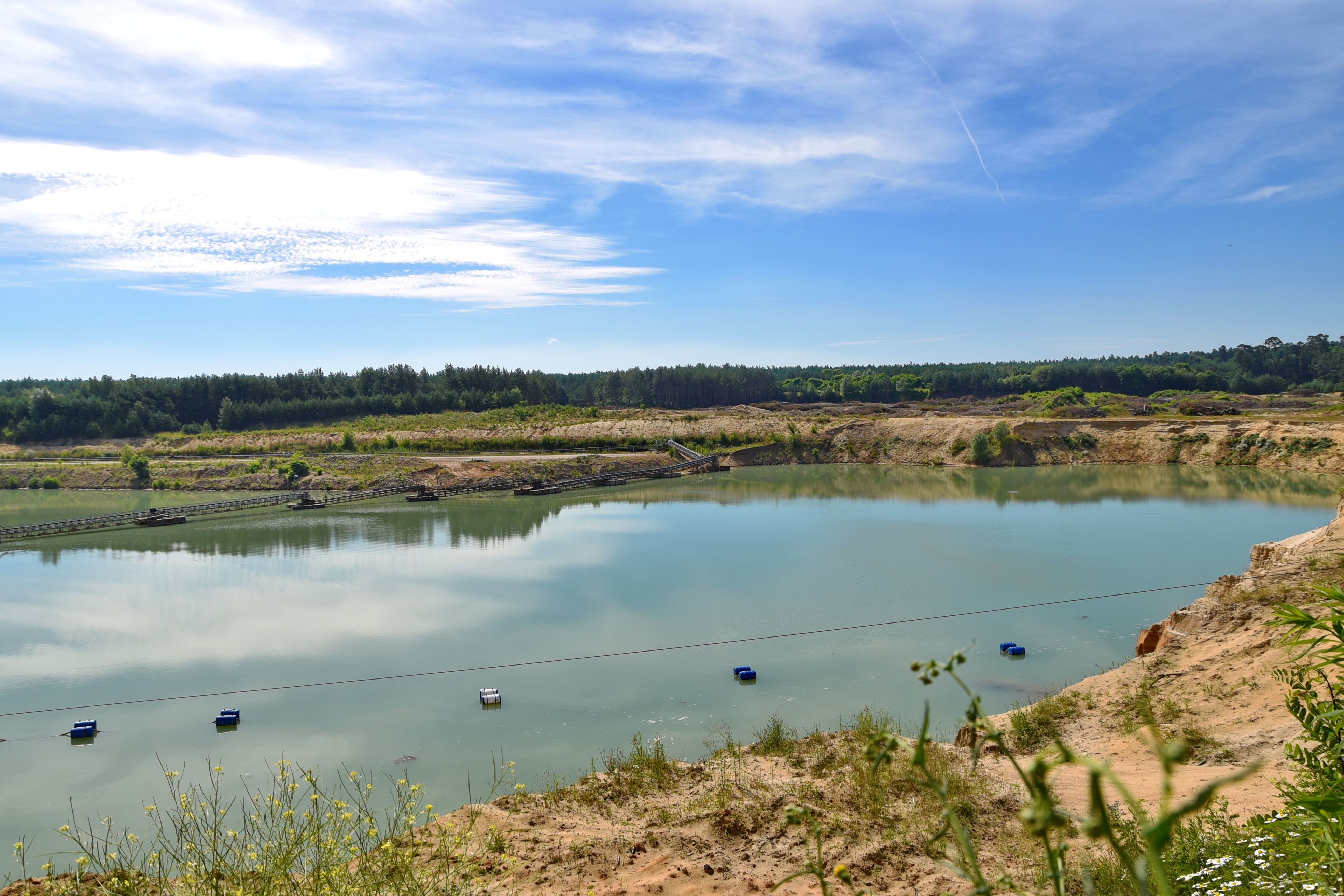
NSG Kies- und Sandgrube von Dudenhofen

Das Naturschutzgebiet Kies- und Sandgrube von Dudenhofen (NSG-Kennung 1438024) umfasst einen etwa 17,32 Hektar großen Wald- und Wiesenbestand, der sich im Stadtgebiet von Dudenhofen befindet.
Schutzziel ist die Erhaltung und Ausbau ausgedehnter Flachgewässer. Es ist Lebensraum des Moorfrosches und beherbergt eine große Artenvielfalt. Eine Auswahl ist Zwergtaucher, Flussregenpfeifer, Silberreiher, Graureiher, Kanadagans.

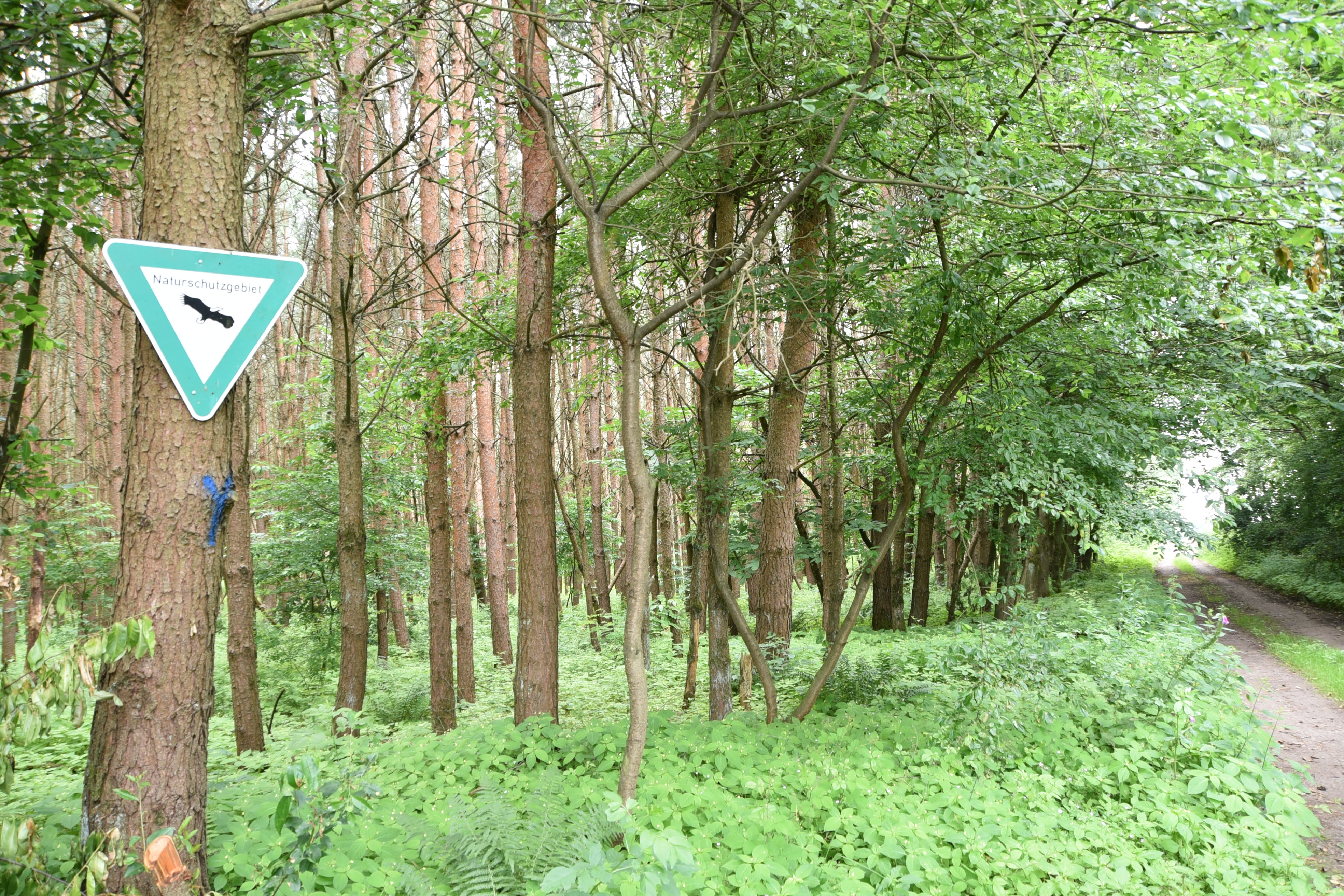
NSG Mooskiefernwald von Dudenhofen

Das Naturschutzgebiet Mooskiefernwald von Dudenhofen (NSG-Kennung 1438030) umfasst einen etwa 36,11 Hektar großen Wald- und Wiesenbestand, der sich östlich des Opel-Testgeländes und östlich des Stadtgebiets von Rodgau-Dudenhofen befindet.
Das Naturschutzgebiet liegt am östlichen Ende der Gemarkung von Dudenhofen. Das Gebiet besteht aus großen Kiefernforsten, die auch für Vogelarten wie Habicht, Schwarz- und Grünspecht, Gartenrotschwanz, Ziegenmelker und Wendehals ein wertvolles Biotop bilden. Zweck der NSG-Ausweisung ist es, diesen Landschaftstyp großflächig in seinem besonderen Charakter zu erhalten und die wertvolle Bodenvegetation unter Schutz zu stellen.

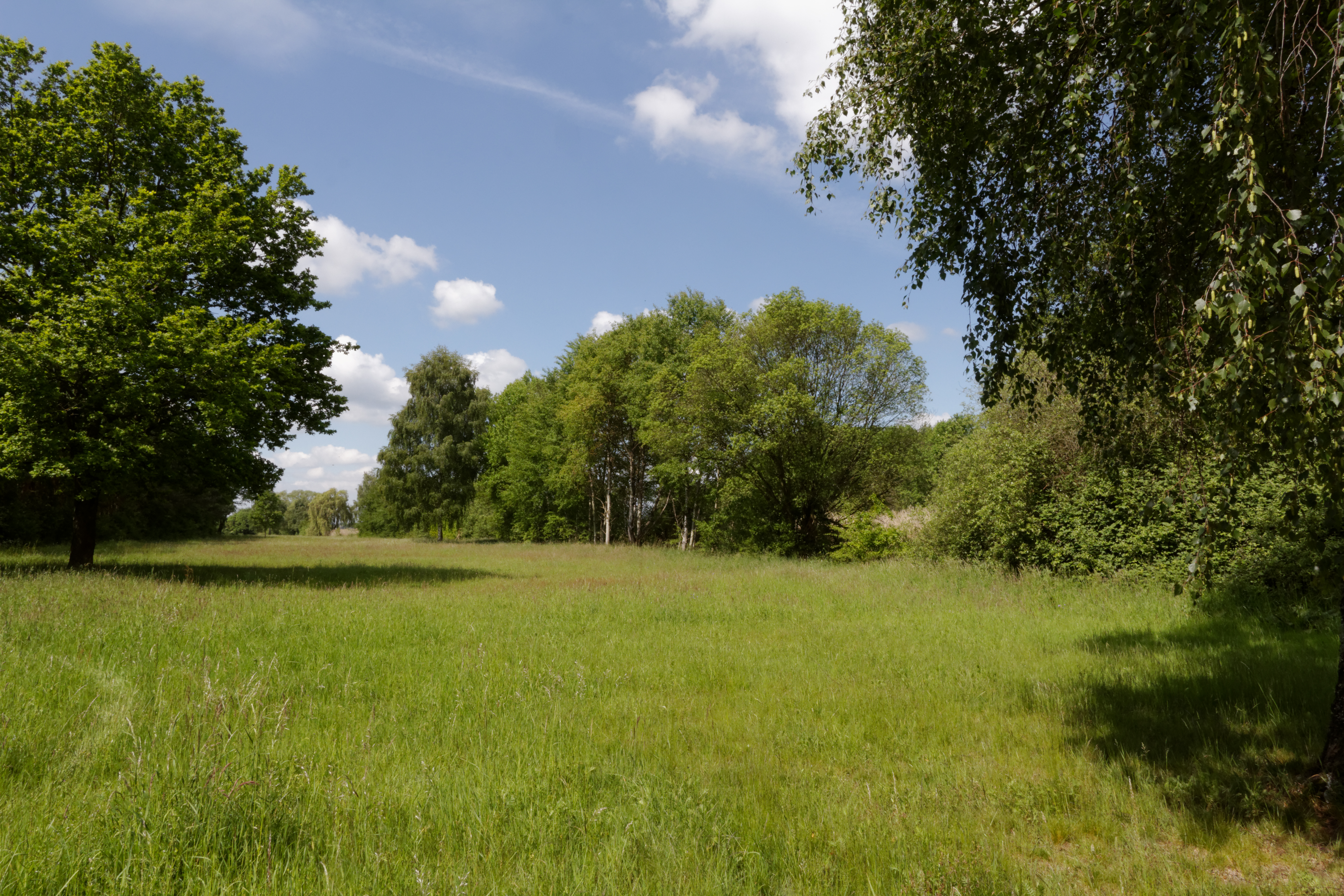
NSG Rodauwiesen bei Rollwald

Das Naturschutzgebiet Rodauwiesen bei Rollwald (NSG-Kennung 1438033) liegt im Naturraum Untermainebene und umfasst einen etwa 32,74 Hektar großen Wiesenbestand, der sich im Stadtgebiet von Rollwald befindet.
Es umfasst Teile der von ausgedehnten Grünlandflächen geprägten Rodauniederung und setzt sich aus noch vorhandenen Feucht- und Nasswiesen sowie einem großflächigen Schilfröhricht zusammen. Zweck der NSG-Ausweisung ist der Schutz ausgedehnter Grünlandflächen mit großflächigen Schilfröhrichten als Lebensräume seltener und gefährdeter Tier- und Pflanzenarten. Zweck der Unterschutzstellung ist es, diese zu sichern.

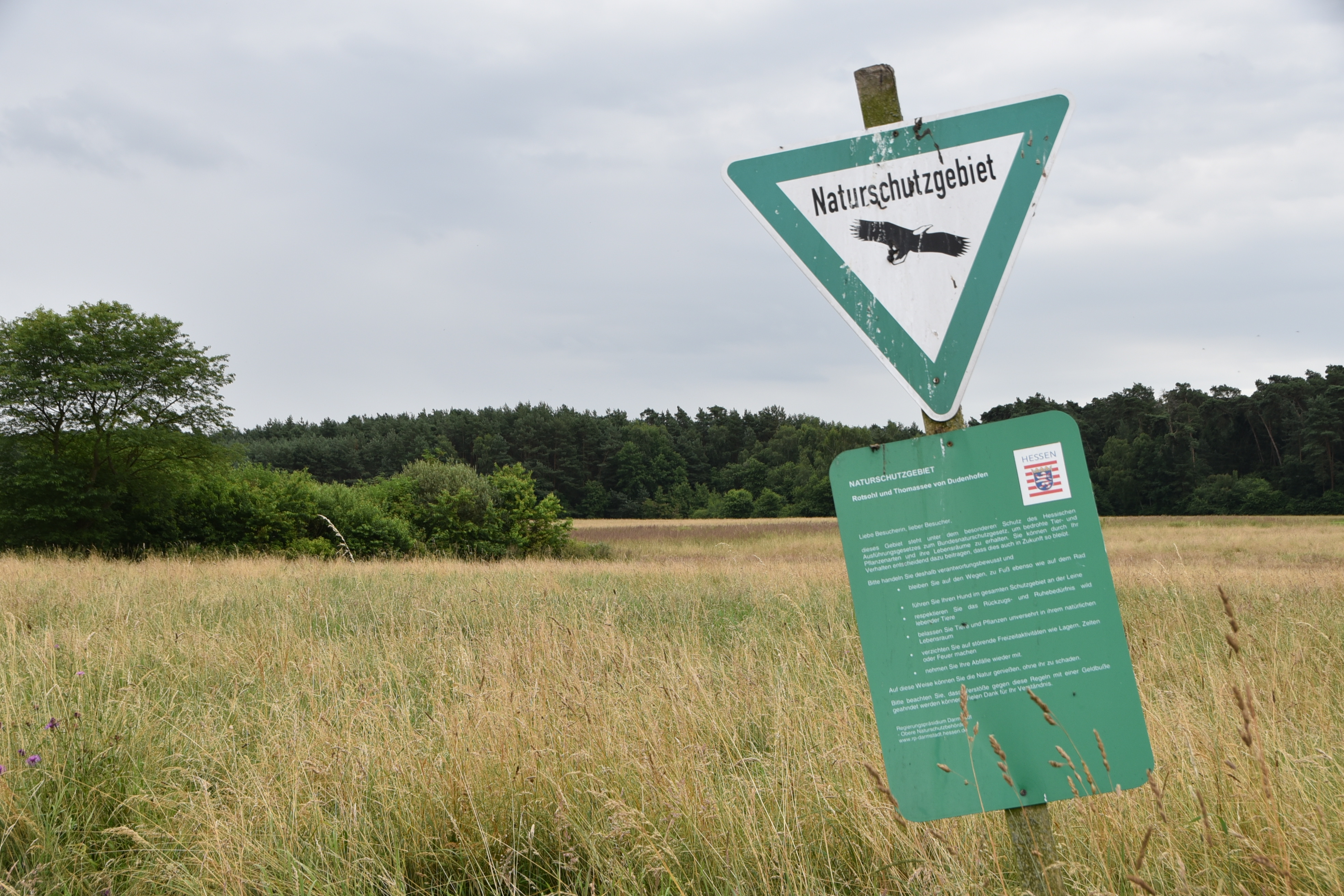
NSG Rotsohl und Thomassee von Dudenhofen

Das Naturschutzgebiet Rotsohl und Thomassee von Dudenhofen (NSG-Kennung 1438032) umfasst einen etwa 51,88 Hektar großen Wald- und Wiesenbestand, der sich im Stadtgebiet von Dudenhofen befindet. Das Gebiet besteht aus großen Kiefernforsten, die auch für Vogelarten wie Habicht, Schwarz- und Grünspecht, Gartenrotschwanz, Ziegenmelker und Wendehals ein wertvolles Biotop bilden.
Zweck der NSG-Ausweisung ist es, die Feuchtwiesen, Magerrasen, Seggenriede, Hochstaudenfluren, Kleingewässer und Erlen-Weiden-Gehölze als Lebensraum für eine Vielzahl seltener und bestandsbedrohter Pflanzen- und Tierarten zu erhalten, zu sichern und zu entwickeln. Voraussetzung ist, dass die feuchten bis überfluteten Kernbereiche als temporäre Gewässer und Sümpfe mit gehölzearmen Randstreifen erhalten bleiben. Hierzu gehören auch die im Volksmund „Postteiche“ genannten Gewässer sowie der Weißensee. Das Gebiet ist im zeitigen Frühling Durchzugsgebiet für große Vogelschwärme.

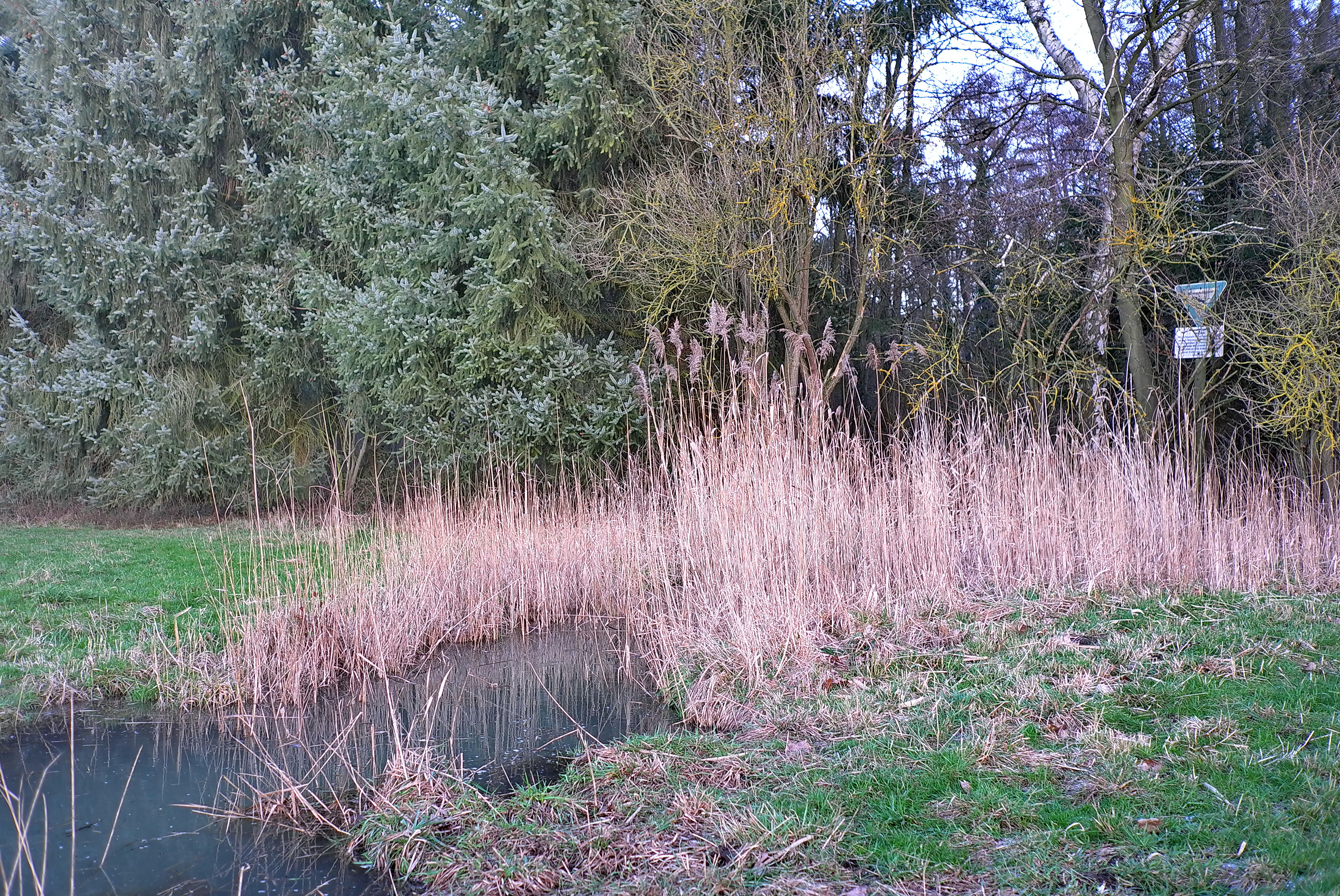
NSG Hengster

Das Naturschutzgebiet Hengster (NSG-Kennung 1438002) umfasst einen rund acht Hektar großen Waldbestand, der sich überwiegend im Stadtgebiet von Rodgau und zu einem kleinen Teil im Gebiet von Obertshausen befindet.
Es gilt als eines der ältesten Naturschutzgebiete Hessens bzw. Deutschlands.
Der Hengster ist ein ehemaliges Moorgebiet, das Anfang des 20. Jahrhunderts aufgrund seiner bemerkenswerten Flora überregional bekannt war.
Bereits 1821 wurde das Areal als „botanisches Schatzkästlein“ entdeckt. Es zog Forscher aus der ganzen Welt an, die eine Moorlandschaft vorfanden, die bis ins sogenannte Kreuzloch reichte. Wasserdurchlässige Flug- und Dünensande sorgten für einen nährstoffarmen Boden. Eine Reihe von Hochmoorpflanzen war zu finden, darunter zahlreiche Seltenheiten, u. a. Orchideen. Noch bis 1995 konnte der Sonnentau, eine fleischfressende Pflanze, im Gebiet nachgewiesen werden. Ferner gediehen viele weitere, heute ausgestorbene oder bedrohte Tier- und Pflanzenarten.
Um 1930 wurden für die Landwirtschaft mehrere Gräben gezogen und das Areal entwässert. Mittlerweile, Anfang des 21. Jahrhunderts, ist der Hengster in weiten Teilen ein trockener Bruchwald mit Erlen und Birken, dem vor allem historische Bedeutung zukommt.
Im Heimatmuseum Obertshausen ist dem Gebiet eine Dauerausstellung gewidmet. Die Geschichte des Hengsters von 1884 bis 1969 wurde in zwei Büchern dokumentiert.

## Kultur und Sehenswürdigkeiten
Zahlreiche Rodgauer Vereine pflegen das Kulturleben der Stadt mit Chor- und Orchesterkonzerten, Lesungen, Theateraufführungen, Tanzturnieren, Kunstausstellungen und Workshops.
Fünf Laientheatergruppen bieten jährlich Theateraufführungen an. Zwei Kulturinitiativen veranstalten Konzerte, allein die Maximal Kulturinitiative bis zu 70 Konzerte pro Jahr.
In den Stadtteilen Weiskirchen, Jügesheim und Nieder-Roden betreuen Heimatvereine Museen, deren Sammlungen sich mit der Geschichte des jeweiligen Ortes befassen. In Nieder-Rodens Friedensstraße befand sich bis Oktober 2014 das einzige DDR-Museum der Region in privater Trägerschaft.
Vier Kinosäle und sieben öffentliche Büchereien runden das kulturelle Angebot ab.

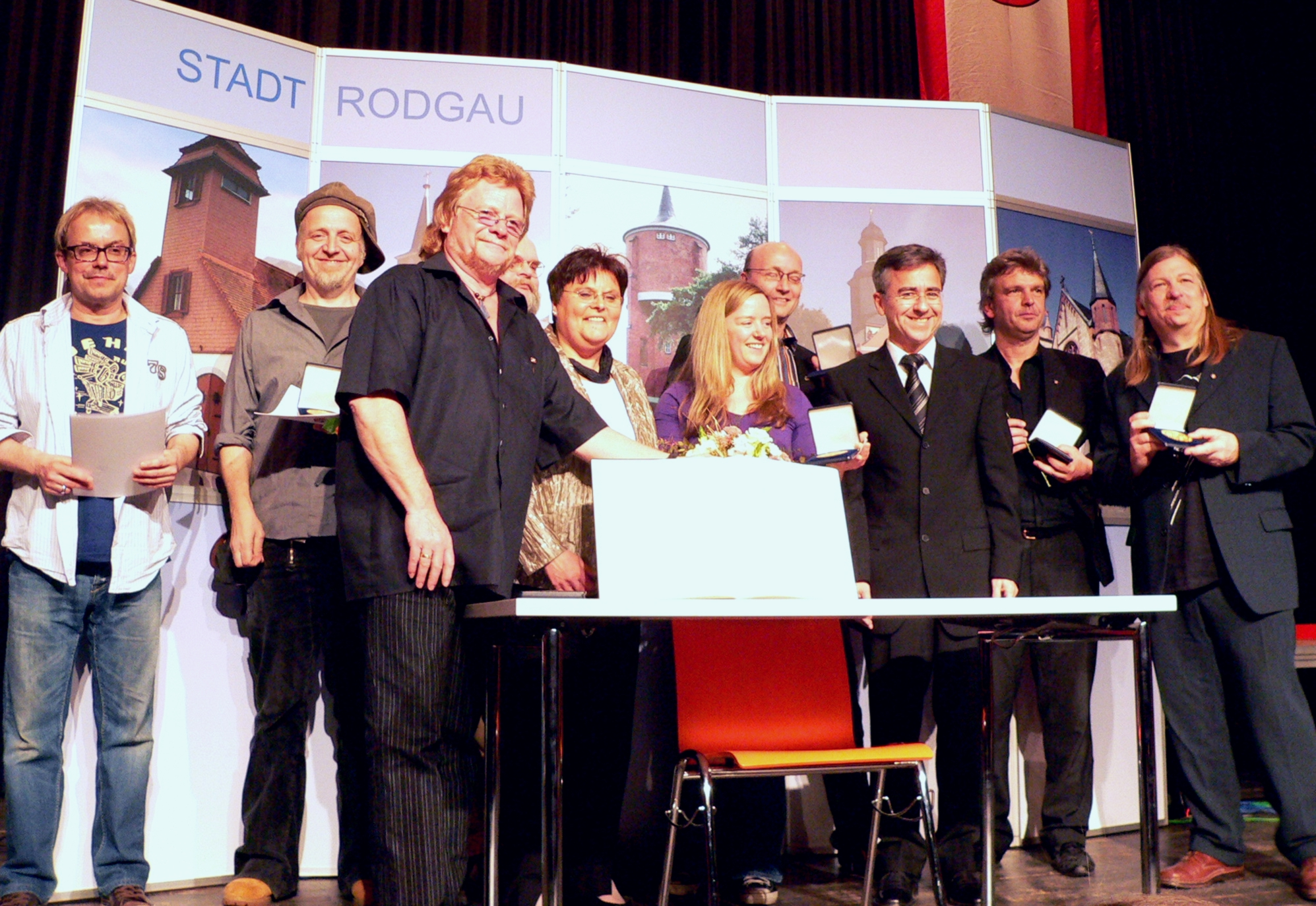
Rodgau Monotones nach der Verleihung der Bürgermedaille der Stadt Rodgau

Bundesweit bekannt wurde Rodgau durch die Hits der Band Rodgau Monotones, zum Beispiel „St. Tropez am Baggersee“ (den es in Nieder-Roden gibt) oder „Erbarme, die Hesse komme“. Die Rodgau Monotones erhielten 1983 den Kulturpreis der Stadt Rodgau und 2009 die Bürgermedaille in Gold, die höchste Auszeichnung, die die Stadt zu vergeben hat.
Die Kultur-Agentur (AKSE) der Stadt bietet jährlich eine Theatersaison (drei Abo-Reihen) mit bekannten Künstlern sowie die regional beachtete Kunstausstellung im Bürgerhaus Nieder-Roden. Seit 2019 besteht die Rodgau Galerie im Rektor Geisler Haus als Ausstellungsort. Zwei weitere Bürgerhäuser befinden sich in den Stadtteilen Weiskirchen und Dudenhofen.
Seit 1979 wird alljährlich der mit 2200 Euro dotierte Kulturpreis der Stadt Rodgau für herausragende Leistungen Rodgauer Künstler oder Projekte vergeben, seit 1992 im Wechsel mit dem Kulturförderpreis speziell für junge Künstler.

### Kulturpreis und Kulturförderpreis der Stadt Rodgau
- 1979 (KP) Arendje Muurling, Hannelore Reinert-Jansen, Helma Schulz, Egon Kottek, Karl Müller
- 1980 (KP) Dieter Jonas
- 1982 (KP) Willi Grimm, Stephan Hohlweg
- 1983 (KP) Rodgau Monotones, Rudolf Petzinger
- 1984 (KP) Philipp Rupp, Jugendorchester Musikverein Nieder-Roden, Jugendorchester Musikverein Weiskirchen
- 1985 (KP) Gisela Rathert, Thomas Sonnen
- 1986 (KP) Helmut Trageser, Adam Geißler
- 1987 (KP) Robert Keller, Kurt Reichenbach, Eckhard Rehringhaus
- 1988 (KP) Rudolf Schüler, Laienspielgruppe Kolpingfamilie Jügesheim
- 1989 (KP) Günther Hindel, Blechbläserensemble Musikverein Dudenhofen
- 1991 (KP) Anni Wolf, Gesangverein Männerchor Dudenhofen
- 1992 (KP) Tobias Rausch
- 1993 (KP) Klaus Möller, Jugendchor des katholischen Kirchenchors Weiskirchen, Gruppe „Focus“
- 1994 (KP) Timor Oliver Chadik, Volker Roth
- 1995 (KP) Klemens Althapp, Chor „Mixed Voices“
- 1996 (KFP) Erik Schmekel, Theaterregie
- 1997 (KP) Gruppe Jericho, Theresia Uglik
- 1998 (KFP) Andreas Spahn
- 1999 (KP) Chor „Da Capo“
- 2000 (KP) Theatergruppe „Großes Welttheater“
- 2001 (KP) Kabarettgruppe „En Haufe Leut“
- 2002 (KFP) Björn Bürger, Musik
- 2003 (KP) Tanja Garlt (Theater-Regie), Jürgen K. Groh und Angela Groh (jeweils Musik)
- 2005 (KP) Laienspielgruppe Nieder-Roden, Karl-Heinz Kalbhenn
- 2006 (KFP) Big-Band der Georg-Büchner-Schule, TGS Jügesheim Jugendfastnacht
- 2007 (KP) Gerd Steinle, bildende Kunst
- 2008 (KFP) Franziska Langer, Carmen Lang, jeweils Gesang
- 2009 (KP) Jens Joneleit[50] Neue Musik
- 2010 (KFP) Band Marie Wonder[51], Rock-Band
- 2011 (KP) Sängervereinigung Sängerkranz Polyhymnia[52]
- 2012 (KFP) Maria Ließ[53], Violine
- 2013 (KP) Thomas Langer, Musikverein Dudenhofen[54]
- 2014 (KFP) Jimi Joel Eyrich, klassische Gitarre[55]
- 2015 (KP) Björn Bürger[56], Bariton
- 2016 (KFP) Jan Iser und Lucas Schrod[57], Schlagzeug, bzw. Schlagwerk
- 2017 (KP) Kulturinitiative Maximal[58], für herausragende kulturelle Leistungen
- 2018 (KFP) Sarina Dadkah[59], bildende Kunst
- 2019 (KP) Bernd-Michael Land (elektronische Musik), Friedhelm Meinaß (Grafikdesign, bildende Kunst)[60]
- 2020 (KFP) Birds View (Rockband)
- 2021 (KP) Thomas (Tom) Schüler (Trompete/Flügelhorn)
- 2022 (KFP) Laurens Tauber (Posaune/Klavier)
- 2023 (KP) Piotr Konczewski (langjähriger Schulleiter Freie Musikschule Rodgau) und Uli Kratz (Mitbegründer und langjähriger Vorsitzender der Freien Musikschule Rodgau)

### Fasching (Fastnacht)

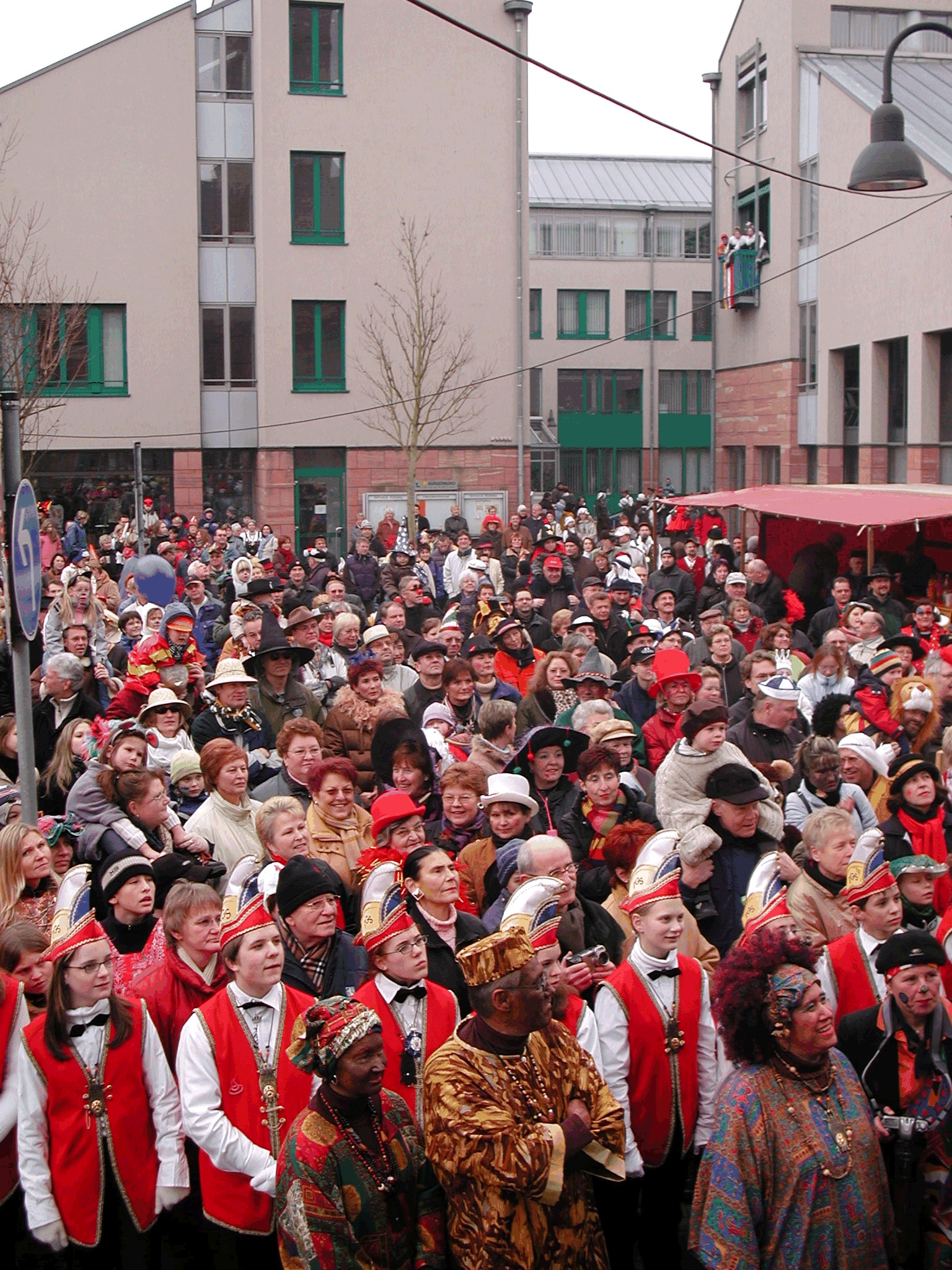
Rathaussturm am Fastnachtssamstag

Fasching (Fastnacht, Fassenacht) wird in Rodgau kräftig gefeiert mit über 50 Gala-, Prunk- und Fremdensitzungen, Maskenbällen und Kreppelkaffees. Letztere bestehen aus einer gemütlichen Kaffeerunde mit Verzehr des faschingtypischen Kreppels (Krapfen) und anschließendem vielstündigen Sitzungsprogramm. Die Nieder-Röder Kreppelkaffees werden ausschließlich von Frauen für Frauen veranstaltet und verzeichnen jedes Jahr weit über 2000 Besucherinnen.
Als Hochburg der Rodgauer Fastnacht gilt der Stadtteil Jügesheim (Dialekt: Giesem). Hier findet vor dem Rathaus am 11. November die Eröffnung der Kampagne und am Fastnachtssamstag der Rathaussturm statt, die symbolische Übergabe der Stadtgewalt an die Narren. Am Fastnachtsdienstag windet sich der Giesemer Fastnachtszug durch die Straßen Jügesheims (Schlachtruf: Giesem-Helau!).
Die Repräsentanten der Giesemer Fassenacht, Prinzenpaar und Kinderprinzenpaar, kommen in neuerer Zeit nicht mehr ausschließlich aus Jügesheim. Auch andere Stadtteile können Bewerber stellen.

### Sehenswürdigkeiten
Einen historischen Stadtkern kann Rodgau aufgrund seiner Entstehungsgeschichte nicht vorweisen. Fehlendes Bewusstsein für den Wert alter Bausubstanz führte besonders in den Nachkriegsjahren zur Zerstörung ganzer Fachwerk-Ensembles in den Altorten. Erst Anfang der 1970er Jahre wurden noch bestehende historische Gebäude systematisch erfasst und nach Kriterien des Denkmalschutzes eingestuft.
2010 entstanden aus der Zusammenarbeit aller sieben Rodgauer Heimat- und Geschichtsvereine, der Ortspolitik und der Stadtverwaltung die Rodgauer Geschichtspfade. 42 einheitlich gestaltete Hinweistafeln an Gebäuden oder Flächen markieren im gesamten Stadtgebiet historisch bedeutende Objekte.
Die fünf früheren Dorfkirchen aus dem 13. bis 19. Jahrhundert markieren auch heute noch die alten Ortskerne. Sie wurden in den 1990er Jahren mit Unterstützung der Kirchengemeinden, der Kommune und vieler freiwilliger Helfer saniert und auch wieder in den ursprünglichen Zustand zurückversetzt. Der um 1300 errichtete gotische Turm der Matthias-Kirche in Nieder-Roden ist das älteste erhaltene Gebäude der Stadt Rodgau. In den Kirchen selbst befinden sich kunsthistorisch bedeutende Objekte verschiedener Epochen. Hervorzuheben ist hier der aus der Zeit um 1520 stammende spätgotische Marienaltar in der Kath. Pfarrkirche St. Matthias in Nieder-Roden, der der Riemenschneider-Werkstatt zugeschrieben wird.
Einzelne, auf das ganze Stadtgebiet verteilte Fachwerkhäuser aus dem 16. bis 19. Jahrhundert wurden restauriert und schmücken heute die Altortkerne. Einige Gebäude wie das Backes (Backhaus) in Dudenhofen wurden nach alten Plänen neu errichtet.
Der 1938 eröffnete und bis 1979 betriebene Wasserturm in Jügesheim gilt durch seine architektonische Einmaligkeit und verwegene statische Konstruktion als Industriedenkmal. Er zeigt deutliche Anklänge an die expressionistische Formensprache der 1920er Jahre.
Drei der vier im Jahr 1896 eröffneten Bahnhofsgebäude der ehemaligen Rodgaubahn gelten als erhaltenswert. Zwei davon warten noch auf Sanierung und neue Nutzung. Ein weiteres historisches Gebäude ist ein altes Spritzenhaus, in dem das Heimatmuseum Weiskirchen untergebracht ist.
Zu den Rodgauer Sehenswürdigkeiten zählen auch elf künstlerisch gestaltete Brunnen sowie zahlreiche Skulpturen und Fassadenmalereien.
Viele engagierte Bürger tragen mit Spenden, Straßenfesten und auch handwerklicher Unterstützung zur weiteren Verbesserung des Stadtbildes und zum Auf- und Ausbau einer Bürgerkultur bei.

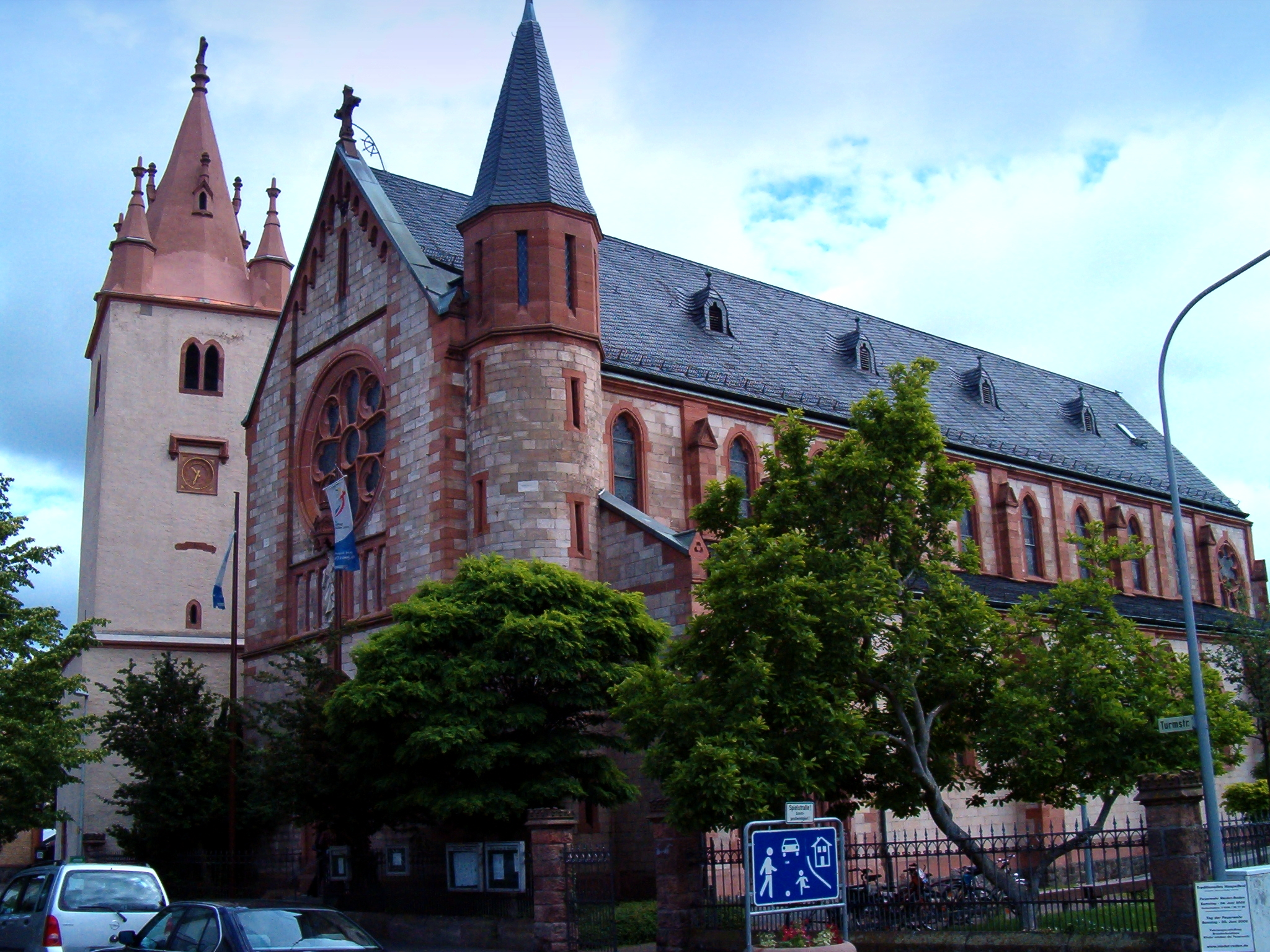
St. Matthias in Nieder-Roden, Turm von 1298
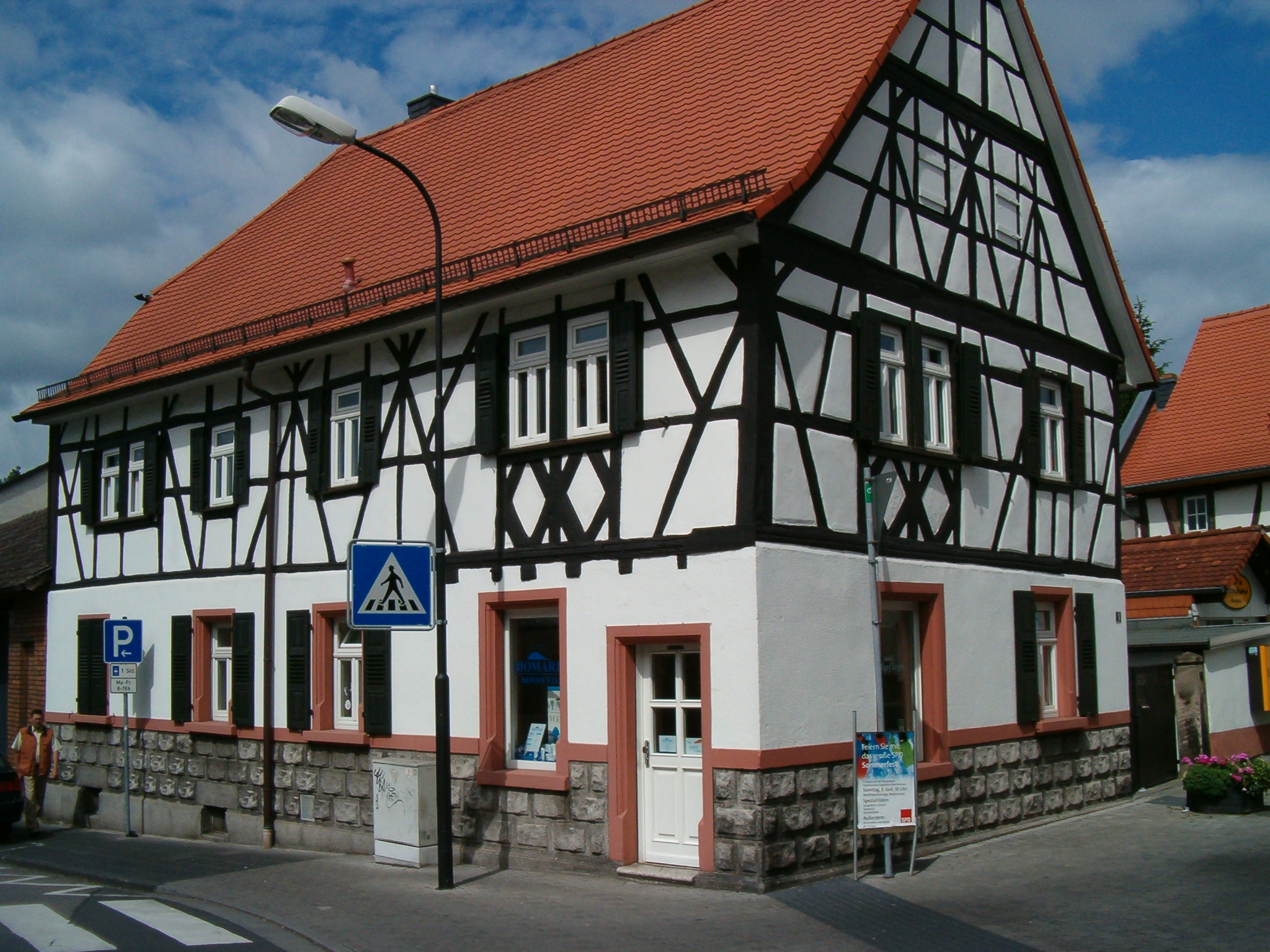
Fachwerkhaus in Jügesheim
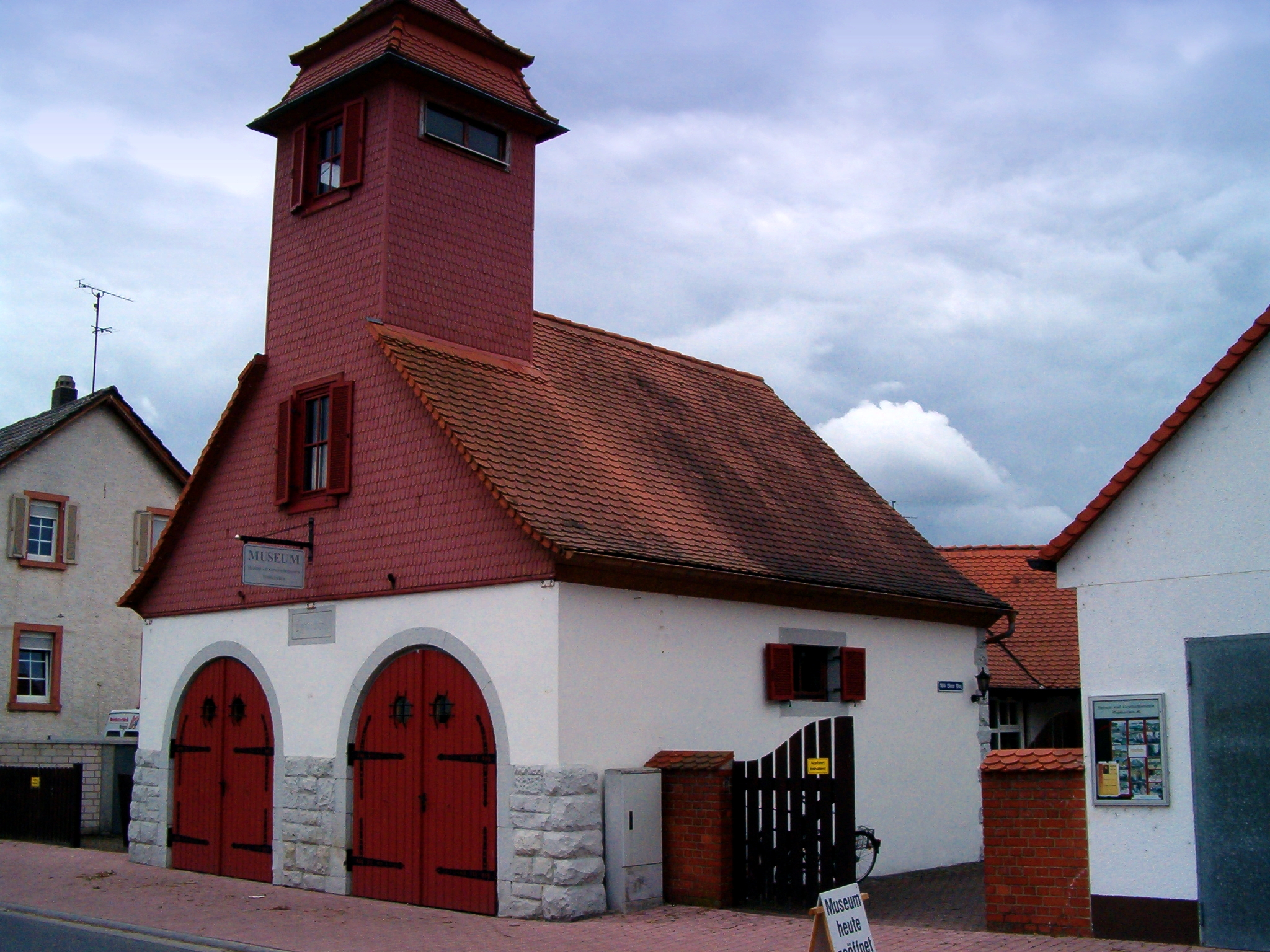
Altes Spritzenhaus in Weiskirchen
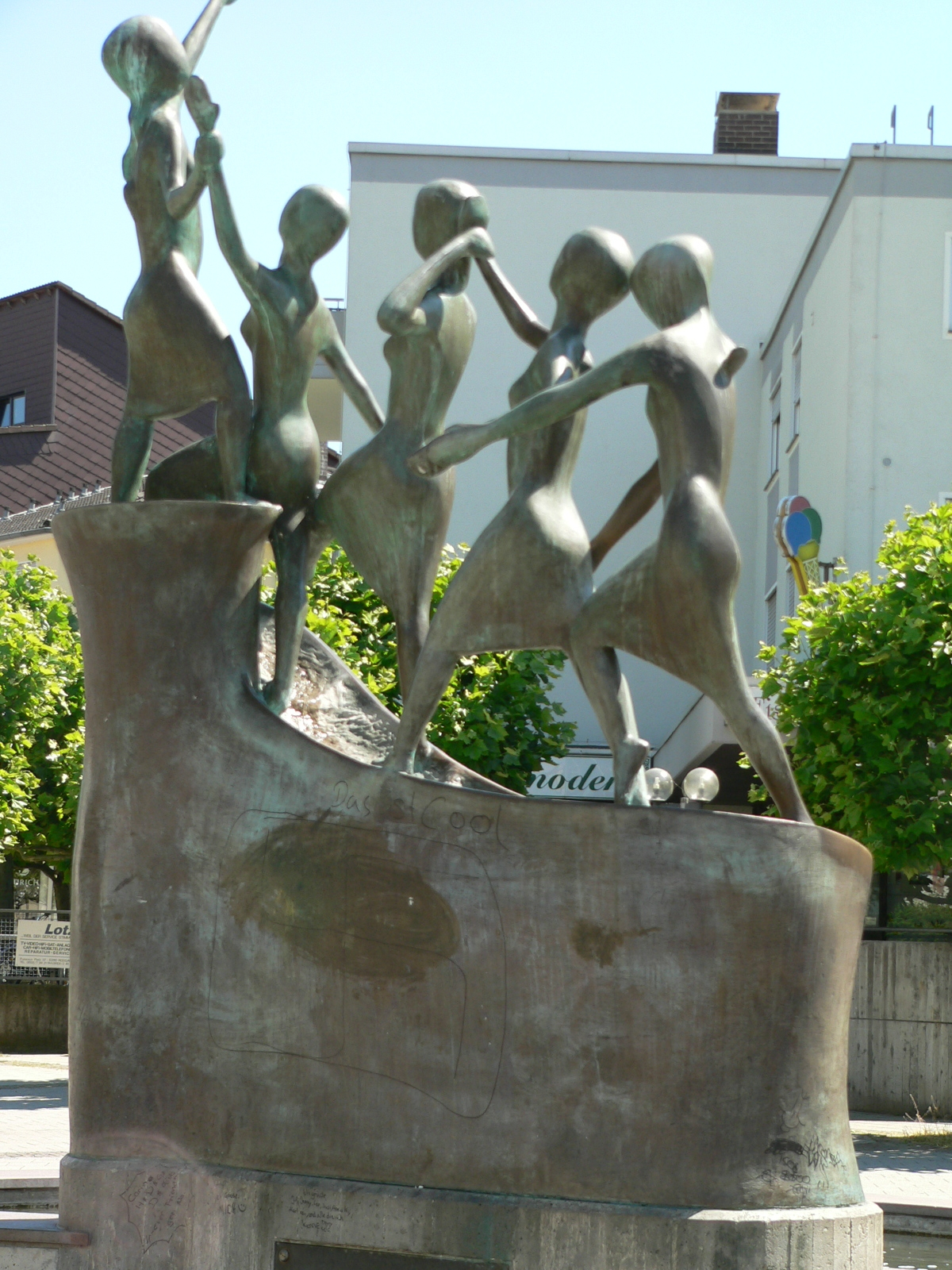
Motivbrunnen auf Nieder-Rodens Puiseauxplatz

## Persönlichkeiten

### Ehrenbürger
- Willy Purm (1918–1991), Stadtverordnetenvorsteher von 1972 bis 1989
- Paul Scherer (* 1935), Bürgermeister von 1980 bis 1998

### Söhne und Töchter der Stadt
- Peter Gratian Grimm (1901–1972), Missionsbischof in China und Indonesien.
- Adam Groh (1916–1996), apostolischer Protonotar, Offizial und Domkapitular im Bistum Mainz
- Albert Keller (1932–2010), Theologe und Philosoph
- Helmut Ritter (* 1948), Lehrstuhlinhaber für das Fach Organische Chemie/Makromolekulare Chemie an der Heinrich-Heine-Universität Düsseldorf.[61]
- Steffen Hartig (* 1963), Triathlon-Weltmeister der Masters, Montreal 1999
- Sönke Neitzel (* 1968), Historiker mit Schwerpunkt Militärgeschichte
- Rodgau Monotones, 1977 in Rodgau gegründete Rockband
- Daniel Beskos (* 1977), in Rodgau aufgewachsener Verleger, Literaturveranstalter und Übersetzer
- Christian Demirtas (* 1984), Fußballspieler beim Syrianska FC
- Max Nicolas Nachtsheim (* 1984), Rapper, bekannt als Rockstah

### Persönlichkeiten, die in Rodgau gewirkt haben
- Radost Bokel (* 1975), deutsche Schauspielerin, wohnt seit 2012 in Jügesheim
- Björn Bürger (* 1985), deutscher Opernsänger, Kulturförderpreisträger 2002, Sieger in der Sparte Oper im Bundeswettbewerb Gesang Berlin 2012, wuchs in Rodgau auf
- Daniyel Cimen (* 1985), Fußballtrainer der U19 von Eintracht Frankfurt, begann in Nieder-Roden mit dem Fußballspielen
- Jean Darling (1922–2015), ehemalige Schauspielerin und Sängerin, lebte bis zu ihrem Tod 2015 in Rodgau
- Saro Emirze (* 1977), Schauspieler, in Rodgau aufgewachsen[62]
- Herbert Feuerstein (1937–2020), Ex-„MAD“-Chefredakteur, Harald Schmidts „Lieblingsopfer“, wohnte 1989–1993 in Rodgau Nieder-Roden.
- René Frank (* 1974), Komponist und Sachbuchautor, arbeitet seit 2003 als Lehrer an der Georg-Büchner-Schule und für die ev. Emmausgemeinde in Jügesheim
- Carmen Giese, Luftgewehrschützin im deutschen Nationalteam der Sportschützen bei den Olympischen Spielen in Seoul 1988
- Jennifer Hof (* 1991), Fotomodell und Mannequin; 2008 Siegerin der dritten Staffel der Castingshow Germany’s Next Topmodel, ging in Rodgau zur Schule
- Hans Jakob Christoffel von Grimmelshausen (um 1622–1676) nahm von 1634 bis 1636 zeitweise Quartier in Nieder-Roden während des Dreißigjährigen Krieges und der Belagerung Hanaus.
- Jens Joneleit (* 1968), Komponist aus Nieder-Roden
- R.P.S. Lanrue (1950–2024), Gitarrist der deutschen Band Ton Steine Scherben, wohnte in den 1960er Jahren in Rodgau Nieder-Roden. Zu dieser Zeit absolvierte er eine Dekorateur-Lehre und spielte zusammen mit Rio Reiser bei den Beatkings, aus denen schließlich nach dem Umzug nach Berlin dann Ton Steine Scherben wurde
- Paula López Vicente (* 1997), Politikerin (Tierschutzpartei), von 2021 bis 2024 Mitglied der Stadtverordnetenversammlung und seit September 2023 Bundesvorsitzende ihrer Partei
- Fabian Schelsky (* 1998), Politiker (Tierschutzpartei), von 2021 bis 2024 Mitglied der Stadtverordnetenversammlung und seit September 2023 Bundesgeneralsekretär seiner Partei[63]
- Eric Mayer (* 1980), seit 2008 Moderator von Pur+; machte 2000 an der Claus-von-Stauffenberg-Schule in Dudenhofen sein Abitur und spielte dort in der Theater-AG Moment Mal mit
- Klaus Möller (1952–2013), deutscher Autor, Produzent, Regisseur und kommunaler Politiker, 1985–1986 und 2011–2012 Mitglied in der Stadtverordnetenversammlung sowie 1989–1990 Mitglied im Magistrat der Stadt Rodgau, 2013 erhielt er die Ehrenplakette in Silber der Stadt Rodgau[64]
- Henni Nachtsheim (* 1957), deutscher Musiker, Comedian, Schriftsteller und Schauspieler, 1978–1990 Mitglied der Rodgau Monotones, seit 1982 Hälfte des Comedie-Duos Badesalz, bis 2001 wohnhaft in Jügesheim
- Britta Neander (1956–2004), Schlagzeugerin und Percussionistin der deutschen Band Ton Steine Scherben, Carambolage und Britta, wohnte in Rodgau Nieder-Roden. Schwester von Ali Neander (Rodgau Monotones).
- Walter Picard (1923–2000), deutscher Pädagoge und CDU-Politiker, arbeitete ab 1949 als Volksschullehrer in Nieder-Roden und hatte die dortige Rektorenstelle von 1965 bis 1988 inne.
- Richard Prause (* 1968), deutscher Tischtennisprofi, 1999–2010 Bundestrainer. 1980–1988 und seit 2010 bei TG Nieder-Roden
- Hans-Joachim Rauschenbach (1923–2010), Sportreporter beim Hessischen Rundfunk, Moderator der ARD-Sportschau, wohnte von 1965 bis 1995 in Rodgau Nieder-Roden.
- Rio Reiser (1950–1996), Frontmann der Band Ton Steine Scherben, wohnte von 1965 bis 1968 in Rodgau Nieder-Roden.
- Martin Schindler (* 1996), deutscher Dartsprofi.
- Nicole Brown Simpson (1959–1994), lebte als Kind in Nieder-Roden-Rollwald. Nach ihrer Ermordung 1994 wurde O. J. Simpson wegen Mordes an ihr angeklagt.
- Michael Thurk (* 1976), Fußballprofi bei Eintracht Frankfurt und dem FC Augsburg, spielte von 1997 bis 1999 für den SV Jügesheim
- Steffen Wink (* 1967), deutscher Schauspieler, lebte von 1969 bis 1993 in Rodgau Nieder-Roden.
- Gerhard Zwerenz (1925–2015), deutscher Schriftsteller, wohnte Anfang der 1970er Jahre in Rodgau Nieder-Roden

### Sprache
- Hermann Bonifer: Giesemer Platt – ein kernig-derber Dialekt im Kreis Offenbach. Jügesheim 1993.
- Ilse Eberhardt u. a.: Jedes Örtchen hat sein Wörtchen (Nieder-Röder Wörterbuch), Nieder-Roden 1989, Herausgeber: Arbeitskreis für Heimatkunde Nieder-Roden e. V.

### Geschichte
- Hermann Bonifer: Alte Flurnamen erzählen aus Jügesheims Geschichte. Rodgau 1995.
- Hermann Bonifer: Jügesheim und St. Nikolaus – Dorf und Pfarrei in der Geschichte. Rodgau 2004.
- Heidi Fogel: Das Lager Rollwald. Rodgau 2004, ISBN 3-00-013586-3.
- Geschichts- und Kulturverein Hainhausen: 900 Jahre Hainhausen. Hainhausen 2008.
- Michael Hofmann: Die Eisenbahn in Offenbach und im Rodgau. DGEG Medien, Hövelhof 2004, ISBN 3-937189-08-4.
- Michael Jäger: Rodgau 1945. Frankfurt 1994, ISBN 3-9803619-0-X.
- Kämmerer, Albert: Ortschronik Dudenhofen 1278–2011, Dudenhofen 2011.
- Alfred Kurt: Am Main, im Rodgau und in der Dreieich. Offenbach a. M. 1998, ISBN 3-87079-009-1.
- Josef Lach: Fünf Dörfer – eine Stadt. Lokay e.K. Reinheim, Rodgau 2011.
- Karl Pohl: Hier!? lag das karolingische Kloster Rotaha. Nieder-Roden 2008, ISBN 978-3-638-94679-7.
- Karl Pohl: Das Ende des karolingischen Klosters Rotaha. Nieder-Roden 2008, ISBN 978-3-640-21187-6.
- Karl Pohl: Die Flurnamen in der Gemarkung Nieder-Roden. Hrsg.: Arbeitskreis für Heimatkunde Nieder-Roden e. V., 2009.
- Karl Pohl: Nieder-Roden im Jahr 1622 (30-jähriger Krieg). Nieder-Roden 2009, ISBN 978-3-640-47656-5.
- Karl Pohl:  Vom Vogtshof zum Landgericht Nieder-Roden -Der „Niwenhof“ beim ehemaligen karolingischen Kloster Rotaha , Nieder-Roden 2010, ISBN 978-3-640-68562-2.
- Karl Pohl:  Die Äbtissinnen Aba und Hiltisnot und ihr karolingisches Rotaha , Nieder-Roden 2011, ISBN 978-3-640-83469-3.
- Karl Pohl:  Pfründentausch und Gottesdienerschaft im mittelalterlichen Rodgau Nieder-Roden 2012, ISBN 978-3-656-09586-6.
- Karl Pohl:  Das karolingische Kloster Rotaha im Lichte der Flurnamen Nieder-Rodens , 2012, ISBN 978-3-656-28157-3.
- Karl Pohl: Der Nivenhof – ein merowingischer Königshof? , 2014, ISBN 978-3-656-83498-4.
- Gisela Rathert u. a.: Nieder-Roden – 786–1986. Nieder-Roden 1986.
- Manfred Resch u. a.: Unsere Kirche unsere Heimat – 450 Jahre evangelischer Glauben in Dudenhofen. Gudensberg-Gleichen.
- Helmut Simon: Chronik der Pfarrgemeinde St. Matthias Nieder-Roden. Nieder Roden 1996.
- Helmut Simon: Nieder-Röder Gedenkbuch, Gefallene und Vermißte 1554–1946. Arbeitskreis für Heimatkunde (Hrsg.), Nieder-Roden 2005.
- Johann Wilhelm Christian Steiner: Geschichte und Alterthümer des Rodgaus im alten Maingau. Heyer, Darmstadt 1833.
- Werner Stolzenburg: Rollwald – vom Wald zur Siedlung. Frankfurt 1992.
- Werner Stolzenburg u. a.: 100 Jahre Rodgau-Bahn 1896–1996. Rodgau 1996.
- Helmut Trageser: Christen, wollt ihr Rochus ehren, 300 Jahre Rochusgelübde Weiskirchen. Weiskirchen 2002.
- Margarete Zilch und Arnold Haag: Mühlen an der mittleren Rodau. Weiskirchen 2008.

### Geschichten
- Hans F. Busch: Kleine Geschichten aus dem Rodgau. Nidderau 1992. ISBN 3-924490-44-9.
- Adam Geißler: Dudenhofen zwischen Gestern und Morgen. Frankfurt 1971.
- Ljubica Perkman u. a.: Rodgau – Stadt im Herzen. 2002.
- Karl Pohl: Ich, Aba von Rotaha, die Gottgeweihte. Nieder-Roden 2016.
- Philipp Rupp: Geschichten aus Alt-Nieder-Roden. Nieder-Roden 1985.
- Helmut Simon: Die kranke Kuh und andere Geschichten aus den früheren Zeiten Nieder-Rodens, Nieder-Roden 2009.
- Helmut Trageser u. a.: Geschichte und Geschichten, 700 Jahre Weiskirchen. Weiskirchen 1986.

### Bildbände
- Bezirkssparkasse Seligenstadt (Hrsg.): Am Main und im Rodgau. Steinheim, Main 1965.
- Bärbel Armknecht: Rodgau – Impressionen einer Stadt entlang der Rodau. Rodgau 1998.
- Max Herchenröder: Die Kunstdenkmäler des Landkreises Dieburg. Darmstadt 1940 (betr. nur Nieder-Roden).
- Manfred Resch: Dudenhofen – wie es einmal war, Gudensberg-Gleichen 1992.
- Dagmar Söder: Kulturdenkmäler in Hessen, Kreis Offenbach. Braunschweig/Wiesbaden 1987.
- Helmut Trageser: Weiskirchen in alten Ansichten, Weiskirchen 1984.